# Élections municipales de 2020 dans l'Hérault
Pour un article plus général, voir Élections municipales françaises de 2020.
Des élections municipales dans l'Hérault étaient prévues les 15 et 22 mars 2020. Comme dans le reste de la France, le report du second tour est annoncé en pleine crise sanitaire liée à la propagation du coronavirus (Covid-19). Par un décret du 27 mai 2020, le second tour est fixé au 28 juin 2020.
Cette page ne traite que les communes de 3 000 habitants et plus dans l'Hérault.

## Résultats au niveau départemental

### Maires sortants et maires élus
Comme le précédent, le scrutin est marqué par une grande stabilité politique dans la plupart des communes.  La droite l'emporte au Crès, mais doit abandonner Lunel à un candidat sans étiquette. Dans les grandes villes, la droite est reconduite à Agde, Sète et Castelnau-le-Lez, tandis que le PS récupère Montpellier face au maire sortant divers gauche. Robert Ménard (apparenté Rassemblement national) conserve facilement Béziers. Les centristes ont la satisfaction de gagner à Clermont-l'Hérault, mais les maires sortants du parti présidentiel La République en marche sont battus à Pézenas et Saint-Jean-de-Védas, par des candidats divers gauche. Le nouveau parti de Jean-Luc Mélenchon, La France insoumise, conserve les deux villes gardées par les maires sortants anciennement membres du Parti de gauche.  
| Commune                   | Population | Maire sortant          | Parti | Parti | Maire élu              | Parti | Parti |
| ------------------------- | ---------- | ---------------------- | ----- | ----- | ---------------------- | ----- | ----- |
| Agde                      | 28 609     | Gilles d'Ettore        |       | LR    | Gilles d'Ettore        |       | LR    |
| Baillargues               | 7 754      | Jean-Luc Meissonnier   |       | DVD   | Jean-Luc Meissonnier   |       | DVD   |
| Balaruc-les-Bains         | 6 751      | Gérard Canovas         |       | DVG   | Gérard Canovas         |       | DVG   |
| Bédarieux                 | 5 791      | Antoine Martinez       |       | PS    | Francis Barsse         |       | DVG   |
| Bessan                    | 5 069      | Stéphane Pépin-Bonet   |       | DVD   | Stéphane Pépin-Bonet   |       | DVD   |
| Béziers                   | 77 177     | Robert Ménard          |       | EXD   | Robert Ménard          |       | EXD   |
| Boujan-sur-Libron         | 3 378      | Gérard Abella          |       | DVD   | Gérard Abella          |       | DVD   |
| Canet                     | 3 503      | Claude Revel           |       | LR    | Claude Revel           |       | LR    |
| Capestang                 | 3 233      | Pierre Polard          |       | LFI   | Pierre Polard          |       | LFI   |
| Castelnau-le-Lez          | 20 480     | Frédéric Lafforgue     |       | LR    | Frédéric Lafforgue     |       | LR    |
| Castries                  | 6 178      | Gilbert Pastor         |       | PS    | Claudine Vassas Mejri  |       | PS    |
| Cazouls-lès-Béziers       | 4 987      | Philippe Vidal         |       | PS    | Philippe Vidal         |       | PS    |
| Clapiers                  | 5 478      | Éric Penso             |       | PS    | Éric Penso             |       | PS    |
| Clermont-l'Hérault        | 8 852      | Salvador Ruiz          |       | DVG   | Gérard Bessière        |       | DVC   |
| Cournonsec                | 3 397      | Régine Illaire         |       | PS    | Régine Illaire         |       | PS    |
| Cournonterral             | 6 110      | Thierry Breysse        |       | PS    | William Ars            |       | DIV   |
| Fabrègues                 | 7 035      | Jacques Martinier      |       | DVD   | Jacques Martinier      |       | DVD   |
| Florensac                 | 5 014      | Vincent Gaudy          |       | PS    | Vincent Gaudy          |       | PS    |
| Frontignan                | 22 762     | Pierre Bouldoire       |       | PS    | Michel Arrouy          |       | PS    |
| Ganges                    | 4 024      | Michel Fratissier      |       | PRG   | Michel Fratissier      |       | PRG   |
| Gigean                    | 6 426      | Francis Veaute         |       | DIV   | Marcel Stoecklin       |       | DVD   |
| Gignac                    | 6 200      | Jean-François Soto     |       | DVG   | Jean-François Soto     |       | DVG   |
| Grabels                   | 8 430      | René Revol             |       | LFI   | René Revol             |       | LFI   |
| Jacou                     | 6 791      | Renaud Calvat          |       | PS    | Renaud Calvat          |       | PS    |
| Juvignac                  | 11 084     | Jean-Luc Savy          |       | DIV   | Jean-Luc Savy          |       | DIV   |
| La Grande-Motte           | 8 820      | Stéphan Rossignol      |       | LR    | Stéphan Rossignol      |       | LR    |
| Lansargues                | 3 112      | Michel Carlier         |       | DVG   | Michel Carlier         |       | DVG   |
| Lattes                    | 16 564     | Cyril Meunier          |       | DVG   | Cyril Meunier          |       | DVG   |
| Lavérune                  | 3 237      | Roger Caizergues       |       | DVG   | Roger Caizergues       |       | DVG   |
| Le Crès                   | 9 321      | Pierre Bonnal          |       | PS    | Stéphane Champay       |       | DVD   |
| Lespignan                 | 3 260      | Jean-François Guibbert |       | DVG   | Jean-François Guibbert |       | DVG   |
| Lignan-sur-Orb            | 3 199      | Jean-Claude Renau      |       | DVG   | Jean-Claude Renau      |       | DVG   |
| Lodève                    | 7 441      | Pierre Leduc           |       | PS    | Gaëlle Lévêque         |       | PS    |
| Lunel                     | 26 239     | Claude Arnaud          |       | DVD   | Pierre Soujol          |       | DVG   |
| Lunel-Viel                | 3 932      | Jean Charpentier       |       | EÉLV  | Fabrice Fenoy          |       | DVG   |
| Magalas                   | 3 349      | Charles Hey            |       | LR    | Jean-Pierre Simo       |       | DVD   |
| Maraussan                 | 4 414      | Serge Pesce            |       | PS    | Serge Pesce            |       | PS    |
| Marseillan                | 7 778      | Yves Michel            |       | LR    | Yves Michel            |       | LR    |
| Marsillargues             | 6 248      | Bernadette Vignon      |       | DVG   | Patrice Speziale       |       | DVG   |
| Mauguio                   | 16 919     | Yvon Bourrel           |       | DVG   | Yvon Bourrel           |       | DVG   |
| Mèze                      | 11 587     | Henry Fricou           |       | EÉLV  | Henry Fricou           |       | EÉLV  |
| Mireval                   | 3 283      | Christophe Durand      |       | PS    | Christophe Durand      |       | PS    |
| Montady                   | 3 935      | Alain Castan           |       | DVG   | Alain Castan           |       | DVG   |
| Montagnac                 | 4 336      | Yann Llopis            |       | DVD   | Yann Llopis            |       | DVD   |
| Montarnaud                | 3 754      | Gérard Cabello         |       | PCF   | Jean-Pierre Pugens     |       | DVG   |
| Montferrier-sur-Lez       | 3 720      | Michel Fraysse         |       | LR    | Brigitte Devoisselle   |       | DVD   |
| Montpellier               | 285 121    | Philippe Saurel        |       | DVG   | Michaël Delafosse      |       | PS    |
| Murviel-lès-Béziers       | 3 075      | Norbert Étienne        |       | PCF   | Sylvain Hager          |       | DVG   |
| Nissan-lez-Enserune       | 3 995      | Pierre Cros            |       | PRG   | Pierre Cros            |       | PRG   |
| Palavas-les-Flots         | 5 977      | Christian Jeanjean     |       | LR    | Christian Jeanjean     |       | LR    |
| Paulhan                   | 3 937      | Claude Valéro          |       | DIV   | Claude Valero          |       | DIV   |
| Pérols                    | 8 985      | Jean-Pierre Rico       |       | UDI   | Jean-Pierre Rico       |       | UDI   |
| Pézenas                   | 8 280      | Alain Vogel-Singer     |       | DVD   | Armand Riviere         |       | DVG   |
| Pignan                    | 7 019      | Michelle Cassar        |       | DVG   | Michelle Cassar        |       | DVG   |
| Portiragnes               | 3 134      | Gwendoline Chaudoir    |       | Agir  | Gwendoline Chaudoir    |       | Agir  |
| Poussan                   | 5 972      | Jacques Adgé           |       | DVG   | Florence Sanchez       |       | DVG   |
| Prades-le-Lez             | 5 467      | Jean-Marc Lussert      |       | DVG   | Florence Brau          |       | EÉLV  |
| Saint-André-de-Sangonis   | 5 927      | Jean-Pierre Gabaudan   |       | DVD   | Jean-Pierre Gabaudan   |       | DVD   |
| Saint-Aunès               | 3 439      | Alain Hugues           |       | LR    | Alain Hugues           |       | LR    |
| Saint-Clément-de-Rivière  | 4 877      | Laurence Cristol       |       | LR    | Laurence Cristol       |       | LR    |
| Saint-Gély-du-Fesc        | 9 795      | Michèle Lernout        |       | LR    | Michèle Lernout        |       | LR    |
| Saint-Georges-d'Orques    | 5 397      | Jean-François Audrin   |       | LR    | Jean-François Audrin   |       | LR    |
| Saint-Jean-de-Védas       | 10 008     | Isabelle Guiraud       |       | DVD   | François Rio           |       | DVG   |
| Saint-Just                | 3 255      | Hervé Dieulefes        |       | PS    | Hervé Dieulefes        |       | PS    |
| Saint-Mathieu-de-Tréviers | 4 790      | Jérôme Lopez           |       | PS    | Jérôme Lopez           |       | PS    |
| Sauvian                   | 5 353      | Bernard Auriol         |       | DVD   | Bernard Auriol         |       | DVD   |
| Sérignan                  | 6 956      | Frédéric Lacas         |       | LR    | Frédéric Lacas         |       | LR    |
| Servian                   | 4 937      | Christophe Thomas      |       | DVD   | Christophe Thomas      |       | DVD   |
| Sète                      | 43 229     | François Commeinhes    |       | DVD   | François Commeinhes    |       | DVD   |
| Teyran                    | 4 586      | Éric Bascou            |       | DIV   | Eric Bascou            |       | DIV   |
| Valras-Plage              | 4 207      | Daniel Ballester       |       | DVD   | Daniel Ballester       |       | DVD   |
| Vendargues                | 6 232      | Pierre Dudieuzère      |       | LR    | Guy Lauret             |       | DVD   |
| Vias                      | 5 719      | Jordan Dartier         |       | LR    | Jordan Dartier         |       | LR    |
| Vic-la-Gardiole           | 3 261      | Magali Ferrier         |       | DVG   | Magali Ferrier         |       | DVG   |
| Villeneuve-lès-Béziers    | 4 207      | Jean-Paul Galonnier    |       | DVG   | Fabrice Solans         |       | ECO   |
| Villeneuve-lès-Maguelone  | 10 012     | Noël Segura            |       | DVG   | Véronique Negret       |       | DVG   |
| Villeveyrac               | 3 795      | Christophe Morgo       |       | DVG   | Michel Garcia          |       | DVG   |

### Résultats en nombre de maires
| Partis       | Partis                               | Maires sortants | Maires élus | Évolution     |
| ------------ | ------------------------------------ | --------------- | ----------- | ------------- |
|              | Parti socialiste                     | 15              | 11          | 4             |
|              | Divers gauche                        | 15              | 19          | 4             |
|              | Europe Écologie Les Verts            | 2               | 2           | en stagnation |
|              | Divers éco                           | 0               | 1           | 1             |
|              | Parti radical de gauche              | 2               | 2           | en stagnation |
|              | Parti de gauche-La France insoumise  | 2               | 2           | en stagnation |
|              | PCF                                  | 2               | 0           | 2             |
| Total gauche | Total gauche                         | 38              | 37          | 1             |
|              | La République en marche              | 3               | 1           | 2             |
|              | Union des démocrates et indépendants | 1               | 1           | en stagnation |
|              | Divers centre                        | 0               | 1           | 1             |
| Total centre | Total centre                         | 4               | 3           | 1             |
|              | Les Républicains                     | 14              | 11          | 3             |
|              | Divers droite                        | 12              | 15          | 3             |
| Total droite | Total droite                         | 26              | 26          | en stagnation |
|              | App. RN                              | 1               | 1           | en stagnation |
|              | Sans étiquette                       | 8               | 10          | 2             |
| Total        | Total                                | 77              | 77          | -             |

### Résultats en nombre de conseillers
| Partis               | Partis                               | Conseillers sortants | Conseillers sortants | Conseillers élus | Conseillers élus | Évolution     | Évolution     |
| Partis               | Partis                               | M                    | C                    | M                | C                | M             | C             |
| -------------------- | ------------------------------------ | -------------------- | -------------------- | ---------------- | ---------------- | ------------- | ------------- |
|                      | Divers gauche                        | 517                  | 128                  | 482              | 90               | 35            | 38            |
|                      | Parti socialiste                     | 344                  | 76                   | 299              | 81               | 45            | 5             |
|                      | Divers écologiste                    | —                    | —                    | 49               | 5                | 49            | 5             |
|                      | La France insoumise                  | 26                   | 2                    | 22               | 2                | 4             | en stagnation |
|                      | Front de gauche                      | 14                   | 0                    | —                | —                | 14            | en stagnation |
|                      | Parti communiste français            | 13                   | 6                    | 10               | 5                | 3             | 1             |
|                      | Europe Écologie Les Verts            | 1                    | 0                    | 1                | 0                | en stagnation | en stagnation |
| Total gauche         | Total gauche                         | 915                  | 212                  | 863              | 183              | 52            | 29            |
|                      | Divers centre                        | —                    | —                    | 45               | 13               | 45            | 13            |
|                      | La République en marche              | —                    | —                    | 22               | 3                | 22            | 3             |
| Total centre         | Total centre                         | —                    | —                    | 67               | 16               | 67            | 16            |
|                      | Divers droite                        | 422                  | 94                   | 597              | 110              | 175           | 16            |
|                      | Les Républicains                     | 333                  | 82                   | 105              | 32               | 228           | 50            |
|                      | Union des démocrates et indépendants | 18                   | 2                    | 27               | 2                | 9             | en stagnation |
| Total droite         | Total droite                         | 773                  | 178                  | 729              | 154              | 44            | 24            |
|                      | Rassemblement national               | 86                   | 35                   | 18               | 6                | 68            | 29            |
| Total extrême droite | Total extrême droite                 | 86                   | 35                   | 18               | 6                | 68            | 29            |
|                      | Sans étiquette                       | 235                  | 42                   | 527              | 96               | 292           | 54            |
| Total                | Total                                | 2009                 | 467                  | 2204             | 445              | 195           | 22            |

### Résultats dans les communes de plus de 1 000 habitants
|       | Divers gauche                        | DVG            | 78 811  | 23,53 | 346   | 46 933  | 27,37 | 288   | 634   | 16,51 |  |  |  |  |
|       | Divers droite                        | DVD            | 76 291  | 22,78 | 530   | 20 905  | 12,19 | 95    | 625   | 16,28 |  |  |  |  |
|       | Divers                               | DIV            | 41 906  | 12,51 | 125   | 29 219  | 17,04 | 192   | 317   | 8,26  |  |  |  |  |
|       | Divers centre                        | DVC            | 14 991  | 4,48  | 6     | 12 795  | 7,46  | 69    | 75    | 1,95  |  |  |  |  |
|       | Rassemblement national               | RN             | 10 630  | 3,17  | 3     | 6 982   | 4,07  | 13    | 16    | 0,42  |  |  |  |  |
|       | Les Républicains                     | LR             | 8 100   | 2,42  | 0     | 6 830   | 3,98  | 29    | 29    | 0,76  |  |  |  |  |
|       | Écologistes                          | ECO            | 7 324   | 2,19  | 4     | 2 490   | 1,45  | 45    | 49    | 1,28  |  |  |  |  |
|       | Parti socialiste                     | SOC            | 5 073   | 1,51  | 56    | 1 316   | 0,77  | 21    | 77    | 2,01  |  |  |  |  |
|       | Europe Écologie Les Verts            | VEC            | 4 896   | 1,46  | 1     |         |       |       | 1     | 0,03  |  |  |  |  |
|       | Extrême gauche                       | EXG            | 3 333   | 1,00  | 0     | 0       | 0,00  |       |       |       |  |  |  |  |
|       | La République en marche              | REM            | 3 163   | 0,94  | 0     | 0       | 0,00  |       |       |       |  |  |  |  |
|       | Union des démocrates et indépendants | UDI            | 2 155   | 0,64  | 2     | 2 258   | 1,32  | 25    | 27    | 0,70  |  |  |  |  |
|       | Union de la gauche                   | UG             | 1 431   | 0,43  | 2     | 31 057  | 18,11 | 57    | 59    | 1,54  |  |  |  |  |
|       | Extrême droite                       | EXD            | 331     | 0,10  | 0     | 195     | 0,11  | 0     | 0     | 0,00  |  |  |  |  |
|       | Sans étiquette                       | Sans étiquette | 76 489  | 22,84 | 1 733 | 10 504  | 6,13  | 198   | 1 931 | 50,29 |  |  |  |  |
|       |                                      |                |         |       |       |         |       |       |       |       |  |  |  |  |
| Total | Total                                | Total          | 334 924 | 100   | 2 808 | 171 484 | 100   | 1 032 | 3 840 | 100   |  |  |  |  |

## Résultats dans les communes de plus de3 000 habitants

### Agde
- Maire sortant : Gilles d'Ettore (LR)
- 35 sièges à pourvoir au conseil municipal (population légale 2017 : 28 609 habitants)
- 17 sièges à pourvoir au conseil communautaire (CA Hérault Méditerranée)

| Tête de liste            | Tête de liste            | Liste                    | Premier tour | Premier tour | Second tour | Second tour | Sièges | Sièges |
| Tête de liste            | Tête de liste            | Liste                    | Voix         | %            | Voix        | %           | CM     | CC     |
| ------------------------ | ------------------------ | ------------------------ | ------------ | ------------ | ----------- | ----------- | ------ | ------ |
|                          | Gilles d'Ettore,         | LR                       | 5411         | 47,20        | 6278        | 55,08       | 28     | 14     |
|                          | Thierry Nadal            | DVC                      | 3255         | 28,40        | 4001        | 35,10       | 6      | 3      |
|                          | Jean-Louis Cousin        | RN                       | 1796         | 15,67        | 1117        | 9,80        | 1      | 0      |
|                          | Bertrand de Pontual      | EÉLV-PCF-G.s             | 828          | 7,22         |             |             | 0      | 0      |
|                          | Thierry Gaubert          | SE                       | 173          | 1,51         | 0           | 0           |        |        |
|                          |                          |                          |              |              |             |             |        |        |
| Votes valides            | Votes valides            | Votes valides            | 11 463       | 98,08        | 11 396      | 97,54       |        |        |
| Votes blancs             | Votes blancs             | Votes blancs             | 74           | 0,63         | 149         | 1,28        |        |        |
| Votes nuls               | Votes nuls               | Votes nuls               | 150          | 1,28         | 138         | 1,18        |        |        |
| Total                    | Total                    | Total                    | 11 687       | 100          | 11 683      | 100         | 35     | 17     |
| Abstention               | Abstention               | Abstention               | 12 965       | 52,59        | 12 946      | 52,56       |        |        |
| Inscrits / participation | Inscrits / participation | Inscrits / participation | 24 652       | 47,41        | 24 629      | 47,44       |        |        |

### Baillargues
- Maire sortant : Jean-Luc Meissonnier (DVD)
- 29 sièges à pourvoir au conseil municipal (population légale 2017 : 7 754 habitants)
- 2 sièges à pourvoir au conseil communautaire (Montpellier Méditerranée Métropole)

| Tête de liste  | Tête de liste        | Liste          | Premier tour | Premier tour | Sièges | Sièges |
| Tête de liste  | Tête de liste        | Liste          | Voix         | %            | CM     | CC     |
| -------------- | -------------------- | -------------- | ------------ | ------------ | ------ | ------ |
|                | Jean-Luc Meissonnier | DVD            | 1 295        | 100,00       | 29     | 2      |
|                |                      |                |              |              |        |        |
| Inscrits       | Inscrits             | Inscrits       | 5 002        | 100,00       |        |        |
| Abstentions    | Abstentions          | Abstentions    | 3 428        | 68,53        |        |        |
| Votants        | Votants              | Votants        | 1 574        | 31,47        |        |        |
| Blancs et nuls | Blancs et nuls       | Blancs et nuls | 279          | 17,72        |        |        |
| Exprimés       | Exprimés             | Exprimés       | 1 295        | 25,89        |        |        |

### Balaruc-les-Bains
- Maire sortant : Gérard Canovas (DVG)
- 29 sièges à pourvoir au conseil municipal (population légale 2017 : 6 751 habitants)
- 3 sièges à pourvoir au conseil communautaire (CA Sète Agglopôle Méditerranée)

| Tête de liste  | Tête de liste  | Liste          | Premier tour | Premier tour | Sièges | Sièges |
| Tête de liste  | Tête de liste  | Liste          | Voix         | %            | CM     | CC     |
| -------------- | -------------- | -------------- | ------------ | ------------ | ------ | ------ |
|                | Gérard Canovas | DVG            | 2 323        | 69,01        | 25     | 3      |
|                | Régis Ayats    | DVD            | 1 043        | 30,99        | 4      | 0      |
|                |                |                |              |              |        |        |
| Inscrits       | Inscrits       | Inscrits       | 6 205        | 100,00       |        |        |
| Abstentions    | Abstentions    | Abstentions    | 2 726        | 43,93        |        |        |
| Votants        | Votants        | Votants        | 3 479        | 56,07        |        |        |
| Blancs et nuls | Blancs et nuls | Blancs et nuls | 113          | 3,24         |        |        |
| Exprimés       | Exprimés       | Exprimés       | 3 366        | 54,25        |        |        |

### Bédarieux
- Maire sortant : Antoine Martinez (PS)
- 29 sièges à pourvoir au conseil municipal (population légale 2017 : 5 791 habitants)
- 13 sièges à pourvoir au conseil communautaire (CC Grand Orb)

| Tête de liste            | Tête de liste            | Liste                    | Premier tour | Premier tour | Second tour | Second tour | Sièges | Sièges |
| Tête de liste            | Tête de liste            | Liste                    | Voix         | %            | Voix        | %           | CM     | CC     |
| ------------------------ | ------------------------ | ------------------------ | ------------ | ------------ | ----------- | ----------- | ------ | ------ |
|                          | Francis Barsse           | DVG                      | 704          | 29,72        | 1 024       | 38,49       | 21     | 10     |
|                          | Dimitri Estimbre         | DVG                      | 638          | 26,94        | 963         | 36,20       | 5      | 2      |
|                          | Jacques Bénazech         | DIV                      | 461          | 19,46        | 467         | 17,55       | 2      | 1      |
|                          | Florence Causse          | ECO                      | 251          | 10,59        | 206         | 7,74        | 1      | 0      |
|                          | Christel Roqueplan       | DVD                      | 198          | 8,36         |             |             | 0      | 0      |
|                          | Arnaud Almansa           | DIV                      | 116          | 4,90         | 0           | 0           |        |        |
|                          |                          |                          |              |              |             |             |        |        |
| Votes valides            | Votes valides            | Votes valides            | 2 368        | 97,73        | 2 660       | 98,01       |        |        |
| Votes blancs             | Votes blancs             | Votes blancs             | 16           | 0,66         | 27          | 0,99        |        |        |
| Votes nuls               | Votes nuls               | Votes nuls               | 39           | 1,61         | 27          | 0,99        |        |        |
| Total                    | Total                    | Total                    | 2 423        | 100          | 2 714       | 100         | 29     | 13     |
| Abstention               | Abstention               | Abstention               | 2 008        | 45,32        | 1 715       | 38,72       |        |        |
| Inscrits / participation | Inscrits / participation | Inscrits / participation | 4 431        | 54,68        | 4 429       | 61,28       |        |        |

### Bessan
- Maire sortant : Stéphane Pépin-Bonet (DVD)
- 29 sièges à pourvoir au conseil municipal (population légale 2017 : 5 069 habitants)
- 4 sièges à pourvoir au conseil communautaire (CA Hérault Méditerranée)

| Tête de liste | Tête de liste         | Liste       | Premier tour | Premier tour | Sièges | Sièges |
| Tête de liste | Tête de liste         | Liste       | Voix         | %            | CM     | CC     |
| ------------- | --------------------- | ----------- | ------------ | ------------ | ------ | ------ |
|               | Stéphane Pépin-Bonet, | DVD         | 1 524        | 100,00       | 29     | 4      |
|               |                       |             |              |              |        |        |
| Inscrits      | Inscrits              | Inscrits    | 3 875        | 100,00       |        |        |
| Abstentions   | Abstentions           | Abstentions | 2 138        | 55,17        |        |        |
| Votants       | Votants               | Votants     | 1 737        | 44,83        |        |        |
| Blancs        | Blancs                | Blancs      | 74           | 4,26         |        |        |
| Nuls          | Nuls                  | Nuls        | 139          | 8,00         |        |        |
| Exprimés      | Exprimés              | Exprimés    | 1 524        | 87,74        |        |        |

### Béziers
- voir : Élections municipales de 2020 à Béziers
- Maire sortant : Robert Ménard (EXD)
- 49 sièges à pourvoir au conseil municipal (population légale 2017 : 77 177 habitants)
- 27 sièges à pourvoir au conseil communautaire (CA Béziers Méditerranée)

|                          |                          |                          |              |              |        |        |  |  |  |
| Tête de liste            | Tête de liste            | Liste                    | Premier tour | Premier tour | Sièges | Sièges |  |  |  |
| Tête de liste            | Tête de liste            | Liste                    | Voix         | %            | CM     | CC     |  |  |  |
|                          | Robert Ménard,           | DVD - RN                 | 13 419       | 68,74        | 44     | 25     |  |  |  |
|                          | Pascal Resplandy         | LREM-Agir-MoDem          | 2 252        | 11,54        | 3      | 1      |  |  |  |
|                          | Nicolas Cossange         | PCF-PS-PRG-OPN           | 1 193        | 6,11         | 1      | 1      |  |  |  |
|                          | Thierry Antoine          | EÉLV-LFI-PA              | 1 047        | 5,36         | 1      | 0      |  |  |  |
|                          | Antoine About            | LR                       | 810          | 4,15         | 0      | 0      |  |  |  |
|                          | Claire Dotto             | Béziers citoyen          | 800          | 4,10         | 0      | 0      |  |  |  |
|                          |                          |                          |              |              |        |        |  |  |  |
| Votes valides            | Votes valides            | Votes valides            | 19 521       | 97,58        |        |        |  |  |  |
| Votes blancs             | Votes blancs             | Votes blancs             | 195          | 0,97         |        |        |  |  |  |
| Votes nuls               | Votes nuls               | Votes nuls               | 290          | 1,45         |        |        |  |  |  |
| Total                    | Total                    | Total                    | 20 006       | 100          | 49     | 27     |  |  |  |
| Abstention               | Abstention               | Abstention               | 25 485       | 56,02        |        |        |  |  |  |
| Inscrits / participation | Inscrits / participation | Inscrits / participation | 45 491       | 43,98        |        |        |  |  |  |

### Boujan-sur-Libron
- Maire sortant : Gérard Abella (DVD)
- 23 sièges à pourvoir au conseil municipal (population légale 2017 : 3 378 habitants)
- 2 sièges à pourvoir au conseil communautaire (CA Béziers Méditerranée)

| Tête de liste            | Tête de liste            | Liste                    | Premier tour | Premier tour | Sièges | Sièges |
| Tête de liste            | Tête de liste            | Liste                    | Voix         | %            | CM     | CC     |
| ------------------------ | ------------------------ | ------------------------ | ------------ | ------------ | ------ | ------ |
|                          | Gérard Abella            | DVD                      | 1 030        | 73,57        | 20     | 2      |
|                          | Alexandre Dumoulin       | SE                       | 370          | 26,42        | 3      | 0      |
|                          |                          |                          |              |              |        |        |
| Votes valides            | Votes valides            | Votes valides            | 1 400        | 97,63        |        |        |
| Votes blancs             | Votes blancs             | Votes blancs             | 13           | 0,91         |        |        |
| Votes nuls               | Votes nuls               | Votes nuls               | 21           | 1,46         |        |        |
| Total                    | Total                    | Total                    | 1 434        | 100          | 23     | 2      |
| Abstention               | Abstention               | Abstention               | 1 152        | 44,55        |        |        |
| Inscrits / participation | Inscrits / participation | Inscrits / participation | 2 586        | 55,45        |        |        |

### Canet
- Maire sortant : Claude Revel (DVD)
- 27 sièges à pourvoir au conseil municipal (population légale 2017 : 3 503 habitants)
- 5 sièges à pourvoir au conseil communautaire (CC du Clermontais)

| Tête de liste            | Tête de liste            | Liste                    | Premier tour | Premier tour | Sièges | Sièges |
| Tête de liste            | Tête de liste            | Liste                    | Voix         | %            | CM     | CC     |
| ------------------------ | ------------------------ | ------------------------ | ------------ | ------------ | ------ | ------ |
|                          | Claude Revel,            | DVD                      | 836          | 100          | 27     | 5      |
|                          |                          |                          |              |              |        |        |
| Votes valides            | Votes valides            | Votes valides            | 836          | 79,02        |        |        |
| Votes blancs             | Votes blancs             | Votes blancs             | 74           | 6,99         |        |        |
| Votes nuls               | Votes nuls               | Votes nuls               | 148          | 13,99        |        |        |
| Total                    | Total                    | Total                    | 1 058        | 100          | 27     | 5      |
| Abstention               | Abstention               | Abstention               | 1 712        | 61,81        |        |        |
| Inscrits / participation | Inscrits / participation | Inscrits / participation | 2 770        | 38,19        |        |        |

### Capestang
- Maire sortant : Pierre Polard (FI)
- 23 sièges à pourvoir au conseil municipal (population légale 2017 : 3 233 habitants)
- 5 sièges à pourvoir au conseil communautaire (CC Sud-Hérault)

| Tête de liste  | Tête de liste  | Liste          | Premier tour | Premier tour | Sièges | Sièges |
| Tête de liste  | Tête de liste  | Liste          | Voix         | %            | CM     | CC     |
| -------------- | -------------- | -------------- | ------------ | ------------ | ------ | ------ |
|                | Pierre Polard  | SE             | 916          | 71,17        | 20     | 5      |
|                | Bruno Esposito | SE             | 371          | 28,83        | 3      | 0      |
|                |                |                |              |              |        |        |
| Inscrits       | Inscrits       | Inscrits       | 2 368        | 100,00       |        |        |
| Abstentions    | Abstentions    | Abstentions    | 865          | 43,67        |        |        |
| Votants        | Votants        | Votants        | 1 334        | 56,33        |        |        |
| Blancs et nuls | Blancs et nuls | Blancs et nuls | 47           | 3,52         |        |        |
| Exprimés       | Exprimés       | Exprimés       | 1 287        | 54,35        |        |        |

### Castelnau-le-Lez
- Maire sortant : Frédéric Lafforgue (LR)
- 35 sièges à pourvoir au conseil municipal (population légale 2017 : 20 480 habitants)
- 5 sièges à pourvoir au conseil communautaire (Montpellier Méditerranée Métropole)

| Tête de liste            | Tête de liste            | Liste                    | Premier tour | Premier tour | Second tour | Second tour | Sièges | Sièges |
| Tête de liste            | Tête de liste            | Liste                    | Voix         | %            | Voix        | %           | CM     | CC     |
| ------------------------ | ------------------------ | ------------------------ | ------------ | ------------ | ----------- | ----------- | ------ | ------ |
|                          | Frédéric Lafforgue       | LR-LREM-Agir             | 2 162        | 44,00        | 2 933       | 52,04       | 27     | 4      |
|                          | Mathilde Borne           | DVG                      | 1 048        | 21,33        | 2 702       | 47,95       | 8      | 1      |
|                          | Dominique Ruiz-Nurit     | DIV-LC                   | 971          | 19,76        | 2 702       | 47,95       | 8      | 1      |
|                          | Henri Rouilleault        | DVG                      | 732          | 14,89        | 2 702       | 47,95       | 8      | 1      |
|                          |                          |                          |              |              |             |             |        |        |
| Votes valides            | Votes valides            | Votes valides            | 4 913        | 96,47        | 5 635       | 96,94       |        |        |
| Votes blancs             | Votes blancs             | Votes blancs             | 69           | 1,35         | 96          | 1,65        |        |        |
| Votes nuls               | Votes nuls               | Votes nuls               | 111          | 2,18         | 82          | 1,41        |        |        |
| Total                    | Total                    | Total                    | 5 093        | 100          | 5 813       | 100         | 35     | 5      |
| Abstention               | Abstention               | Abstention               | 9 879        | 65,98        | 9 176       | 61,22       |        |        |
| Inscrits / participation | Inscrits / participation | Inscrits / participation | 14 972       | 34,02        | 14 989      | 38,78       |        |        |

### Castries
- Maire sortant : Gilbert Pastor (PS)
- 29 sièges à pourvoir au conseil municipal (population légale 2017 : 6 178 habitants)
- 1 siège à pourvoir au conseil communautaire (Montpellier Méditerranée Métropole)

| Tête de liste            | Tête de liste            | Liste                    | Premier tour | Premier tour | Sièges | Sièges |
| Tête de liste            | Tête de liste            | Liste                    | Voix         | %            | CM     | CC     |
| ------------------------ | ------------------------ | ------------------------ | ------------ | ------------ | ------ | ------ |
|                          | Claudine Vassas-Mejri    | PS                       | 1 893        | 81,80        | 27     | 1      |
|                          | Sébastien Porte          | DIV                      | 421          | 18,19        | 2      | 0      |
|                          |                          |                          |              |              |        |        |
| Votes valides            | Votes valides            | Votes valides            | 2 314        | 96,66        |        |        |
| Votes blancs             | Votes blancs             | Votes blancs             | 38           | 1,59         |        |        |
| Votes nuls               | Votes nuls               | Votes nuls               | 42           | 1,75         |        |        |
| Total                    | Total                    | Total                    | 2 394        | 100          | 29     | 1      |
| Abstention               | Abstention               | Abstention               | 2 702        | 53,02        |        |        |
| Inscrits / participation | Inscrits / participation | Inscrits / participation | 5 096        | 46,98        |        |        |

### Cazouls-lès-Béziers
- Maire sortant : Philippe Vidal (PS)
- 27 sièges à pourvoir au conseil municipal (population légale 2017 : 4 987 habitants)
- 7 sièges à pourvoir au conseil communautaire (CC la Domitienne)

| Tête de liste            | Tête de liste            | Liste                    | Premier tour | Premier tour | Sièges | Sièges |
| Tête de liste            | Tête de liste            | Liste                    | Voix         | %            | CM     | CC     |
| ------------------------ | ------------------------ | ------------------------ | ------------ | ------------ | ------ | ------ |
|                          | Philippe Vidal           | PS                       | 1 474        | 85,15        | 25     | 7      |
|                          | Frédéric Sinibaldi       | DVD                      | 257          | 14,84        | 2      | 0      |
|                          |                          |                          |              |              |        |        |
| Votes valides            | Votes valides            | Votes valides            | 1 731        | 94,28        |        |        |
| Votes blancs             | Votes blancs             | Votes blancs             | 32           | 1,74         |        |        |
| Votes nuls               | Votes nuls               | Votes nuls               | 73           | 3,98         |        |        |
| Total                    | Total                    | Total                    | 1 836        | 100          | 27     | 7      |
| Abstention               | Abstention               | Abstention               | 1 749        | 48,79        |        |        |
| Inscrits / participation | Inscrits / participation | Inscrits / participation | 3 585        | 51,21        |        |        |

### Clapiers
- Maire sortant : Éric Penso (PS)
- 29 sièges à pourvoir au conseil municipal (population légale 2017 : 5 478 habitants)
- 1 siège à pourvoir au conseil communautaire (Montpellier Méditerranée Métropole)

| Tête de liste | Tête de liste   | Liste       | Premier tour | Premier tour | Sièges | Sièges |
| Tête de liste | Tête de liste   | Liste       | Voix         | %            | CM     | CC     |
| ------------- | --------------- | ----------- | ------------ | ------------ | ------ | ------ |
|               | Éric Penso      | PS          | 1 311        | 65,81        | 24     | 1      |
|               | Michel Castaing | DVG         | 681          | 34,18        | 5      | 0      |
|               |                 |             |              |              |        |        |
| Inscrits      | Inscrits        | Inscrits    | 4 268        | 100,00       |        |        |
| Abstentions   | Abstentions     | Abstentions | 2 179        | 51,05        |        |        |
| Votants       | Votants         | Votants     | 2 089        | 48,95        |        |        |
| Blancs        | Blancs          | Blancs      | 54           | 2,58         |        |        |
| Nuls          | Nuls            | Nuls        | 43           | 2,06         |        |        |
| Exprimés      | Exprimés        | Exprimés    | 1 992        | 95,36        |        |        |

### Clermont-l'Hérault
- Maire sortant : Salvador Ruiz  (DVG)
- 29 sièges à pourvoir au conseil municipal (population légale 2017 : 8 852 habitants)
- 13 sièges à pourvoir au conseil communautaire (CC du Clermontais)

| Tête de liste            | Tête de liste            | Liste                    | Premier tour | Premier tour | Second tour | Second tour | Sièges | Sièges |
| Tête de liste            | Tête de liste            | Liste                    | Voix         | %            | Voix        | %           | CM     | CC     |
| ------------------------ | ------------------------ | ------------------------ | ------------ | ------------ | ----------- | ----------- | ------ | ------ |
|                          | Gérard Bessières         | DVC                      | 611          | 21,80        | 1 105       | 35,69       | 20     | 9      |
|                          | Georges Elnecave         | DIV                      | 418          | 14,91        | 1 105       | 35,69       | 20     | 9      |
|                          | Michelle Guibal          | DVC                      | 292          | 10,42        | 1 105       | 35,69       | 20     | 9      |
|                          | Jean-Luc Barral          | DIV                      | 165          | 5,88         | 1 105       | 35,69       | 20     | 9      |
|                          | Marie Passieux           | DVG                      | 669          | 23,87        | 1 024       | 33,07       | 5      | 2      |
|                          | Salvador Ruiz,           | DIV                      | 647          | 23,09        | 967         | 31,23       | 4      | 2      |
|                          |                          |                          |              |              |             |             |        |        |
| Votes valides            | Votes valides            | Votes valides            | 2 802        | 96,22        | 3 096       | 97,76       |        |        |
| Votes blancs             | Votes blancs             | Votes blancs             | 41           | 1,41         | 36          | 1,14        |        |        |
| Votes nuls               | Votes nuls               | Votes nuls               | 69           | 2,37         | 35          | 1,11        |        |        |
| Total                    | Total                    | Total                    | 2 912        | 100          | 3 167       | 100         | 29     | 13     |
| Abstention               | Abstention               | Abstention               | 3 438        | 54,14        | 3 182       | 50,12       |        |        |
| Inscrits / participation | Inscrits / participation | Inscrits / participation | 6 350        | 45,86        | 6 349       | 49,88       |        |        |

### Cournonsec
- Maire sortant : Régine Illaire (SE)
- 23 sièges à pourvoir au conseil municipal (population légale 2017 : 3 397 habitants)
- 1 siège à pourvoir au conseil communautaire (Montpellier Méditerranée Métropole)

| Tête de liste            | Tête de liste            | Liste                    | Premier tour | Premier tour | Sièges | Sièges |
| Tête de liste            | Tête de liste            | Liste                    | Voix         | %            | CM     | CC     |
| ------------------------ | ------------------------ | ------------------------ | ------------ | ------------ | ------ | ------ |
|                          | Régine Illaire,          | SE                       | 684          | 100,00       | 23     | 1      |
|                          |                          |                          |              |              |        |        |
| Votes valides            | Votes valides            | Votes valides            | 684          | 86,80        |        |        |
| Votes blancs             | Votes blancs             | Votes blancs             | 54           | 6,85         |        |        |
| Votes nuls               | Votes nuls               | Votes nuls               | 50           | 6,35         |        |        |
| Total                    | Total                    | Total                    | 788          | 100          | 23     | 1      |
| Abstention               | Abstention               | Abstention               | 1 590        | 66,86        |        |        |
| Inscrits / participation | Inscrits / participation | Inscrits / participation | 2 378        | 33,14        |        |        |

### Cournonterral
- Maire sortant : Thierry Breysse (PS)
- 29 sièges à pourvoir au conseil municipal (population légale 2017 : 6 110 habitants)
- 1 siège à pourvoir au conseil communautaire (Montpellier Méditerranée Métropole)

| Tête de liste            | Tête de liste            | Liste                    | Premier tour | Premier tour | Second tour | Second tour | Sièges | Sièges |
| Tête de liste            | Tête de liste            | Liste                    | Voix         | %            | Voix        | %           | CM     | CC     |
| ------------------------ | ------------------------ | ------------------------ | ------------ | ------------ | ----------- | ----------- | ------ | ------ |
|                          | William Ars              | DIV                      | 1 163        | 44,40        | 1 621       | 57,83       | 23     | 1      |
|                          | Thierry Breysse          | PS                       | 826          | 31,53        | 1 182       | 42,16       | 6      | 0      |
|                          | Trinité Frances          | DVG                      | 630          | 24,05        | 1 182       | 42,16       | 6      | 0      |
|                          |                          |                          |              |              |             |             |        |        |
| Votes valides            | Votes valides            | Votes valides            | 2 619        | 97,72        | 2 803       | 96,66       |        |        |
| Votes blancs             | Votes blancs             | Votes blancs             | 35           | 1,31         | 47          | 1,62        |        |        |
| Votes nuls               | Votes nuls               | Votes nuls               | 26           | 0,97         | 50          | 1,72        |        |        |
| Total                    | Total                    | Total                    | 2 680        | 100          | 2 900       | 100         | 29     | 1      |
| Abstention               | Abstention               | Abstention               | 2 409        | 47,34        | 2 210       | 43,25       |        |        |
| Inscrits / participation | Inscrits / participation | Inscrits / participation | 5 089        | 52,66        | 5 110       | 56,75       |        |        |

### Fabrègues
- Maire sortant : Jacques Martinier (DVD)
- 29 sièges à pourvoir au conseil municipal (population légale 2017 : 7 035 habitants)
- 2 sièges à pourvoir au conseil communautaire (Montpellier Méditerranée Métropole)

| Tête de liste            | Tête de liste            | Liste                    | Premier tour | Premier tour | Sièges | Sièges |
| Tête de liste            | Tête de liste            | Liste                    | Voix         | %            | CM     | CC     |
| ------------------------ | ------------------------ | ------------------------ | ------------ | ------------ | ------ | ------ |
|                          | Jacques Martinier        | DVD                      | 1 650        | 74,19        | 26     | 2      |
|                          | Nora Bouhot              | DVG                      | 574          | 25,80        | 3      | 0      |
|                          |                          |                          |              |              |        |        |
| Votes valides            | Votes valides            | Votes valides            | 2 224        | 96,49        |        |        |
| Votes blancs             | Votes blancs             | Votes blancs             | 34           | 1,48         |        |        |
| Votes nuls               | Votes nuls               | Votes nuls               | 47           | 2,04         |        |        |
| Total                    | Total                    | Total                    | 2 305        | 100          | 29     | 2      |
| Abstention               | Abstention               | Abstention               | 3 422        | 59,75        |        |        |
| Inscrits / participation | Inscrits / participation | Inscrits / participation | 5 727        | 40,25        |        |        |

### Florensac
- Maire sortant : Vincent Gaudy (PS)
- 29 sièges à pourvoir au conseil municipal (population légale 2017 : 5 014 habitants)
- 4 sièges à pourvoir au conseil communautaire (CA Hérault Méditerranée)

| Tête de liste            | Tête de liste            | Liste                    | Premier tour | Premier tour | Sièges | Sièges |
| Tête de liste            | Tête de liste            | Liste                    | Voix         | %            | CM     | CC     |
| ------------------------ | ------------------------ | ------------------------ | ------------ | ------------ | ------ | ------ |
|                          | Vincent Gaudy,           | PS                       | 1 318        | 100,00       | 29     | 4      |
|                          |                          |                          |              |              |        |        |
| Votes valides            | Votes valides            | Votes valides            | 1 318        | 88,75        |        |        |
| Votes blancs             | Votes blancs             | Votes blancs             | 74           | 4,98         |        |        |
| Votes nuls               | Votes nuls               | Votes nuls               | 93           | 6,26         |        |        |
| Total                    | Total                    | Total                    | 1 485        | 100          | 29     | 4      |
| Abstention               | Abstention               | Abstention               | 2 337        | 61,15        |        |        |
| Inscrits / participation | Inscrits / participation | Inscrits / participation | 3 822        | 38,85        |        |        |

### Frontignan
- Maire sortant : Pierre Bouldoire (PS)
- 35 sièges à pourvoir au conseil municipal (population légale 2017 : 22 762 habitants)
- 9 sièges à pourvoir au conseil communautaire (CA Sète Agglopôle Méditerranée)

| Tête de liste            | Tête de liste              | Liste                    | Premier tour | Premier tour | Second tour | Second tour | Sièges | Sièges |
| Tête de liste            | Tête de liste              | Liste                    | Voix         | %            | Voix        | %           | CM     | CC     |
| ------------------------ | -------------------------- | ------------------------ | ------------ | ------------ | ----------- | ----------- | ------ | ------ |
|                          | Michel Arrouy              | PS-G.s-EÉLV-PCF          | 3 725        | 40,91        | 5 078       | 58,01       | 28     | 7      |
|                          | Gérard Prato               | RN-DLF-PCD               | 2 546        | 27,96        | 3 675       | 41,98       | 7      | 2      |
|                          | Olivier Boudet             | DVC                      | 1 194        | 13,11        | Retrait     | Retrait     | 0      | 0      |
|                          | Thibault Cléret-Villagordo | DVD                      | 1 150        | 12,63        | Retrait     | Retrait     | 0      | 0      |
|                          | Just Gonzalez              | GJ                       | 490          | 5,38         |             |             | 0      | 0      |
|                          |                            |                          |              |              |             |             |        |        |
| Votes valides            | Votes valides              | Votes valides            | 9 105        | 97,50        | 8 753       | 96,55       |        |        |
| Votes blancs             | Votes blancs               | Votes blancs             | 77           | 0,82         | 172         | 1,90        |        |        |
| Votes nuls               | Votes nuls                 | Votes nuls               | 156          | 1,67         | 141         | 1,56        |        |        |
| Total                    | Total                      | Total                    | 9 338        | 100          | 9 066       | 100         | 35     | 9      |
| Abstention               | Abstention                 | Abstention               | 9 690        | 50,92        | 9 968       | 52,37       |        |        |
| Inscrits / participation | Inscrits / participation   | Inscrits / participation | 19 028       | 49,08        | 19 034      | 47,63       |        |        |

### Ganges
- Maire sortant : Michel Fratissier (PRG)
- 27 sièges à pourvoir au conseil municipal (population légale 2017 : 4 024 habitants)
- 9 sièges à pourvoir au conseil communautaire (CC des Cévennes gangeoises et suménoises)

| Tête de liste            | Tête de liste            | Liste                    | Premier tour | Premier tour | Sièges | Sièges |
| Tête de liste            | Tête de liste            | Liste                    | Voix         | %            | CM     | CC     |
| ------------------------ | ------------------------ | ------------------------ | ------------ | ------------ | ------ | ------ |
|                          | Michel Fratissier        | DVG                      | 730          | 56,41        | 22     | 7      |
|                          | Marc Bertrand            | DIV                      | 297          | 22,95        | 3      | 1      |
|                          | Bruno Canard             | DVG                      | 267          | 20,63        | 2      | 1      |
|                          |                          |                          |              |              |        |        |
| Votes valides            | Votes valides            | Votes valides            | 1 294        | 97,59        |        |        |
| Votes blancs             | Votes blancs             | Votes blancs             | 17           | 1,28         |        |        |
| Votes nuls               | Votes nuls               | Votes nuls               | 15           | 1,13         |        |        |
| Total                    | Total                    | Total                    | 1 326        | 100          | 27     | 9      |
| Abstention               | Abstention               | Abstention               | 1 511        | 53,26        |        |        |
| Inscrits / participation | Inscrits / participation | Inscrits / participation | 2 837        | 46,74        |        |        |

### Gigean
- Maire sortant : Francis Veaute (SE)
- 29 sièges à pourvoir au conseil municipal (population légale 2017 : 6 426 habitants)
- 2 sièges à pourvoir au conseil communautaire (CA Sète Agglopôle Méditerranée)

| Tête de liste            | Tête de liste            | Liste                    | Premier tour | Premier tour | Sièges | Sièges |
| Tête de liste            | Tête de liste            | Liste                    | Voix         | %            | CM     | CC     |
| ------------------------ | ------------------------ | ------------------------ | ------------ | ------------ | ------ | ------ |
|                          | Marcel Stoecklin         | DVD                      | 1 160        | 54,74        | 23     | 2      |
|                          | Sylvie Pradelle          | DIV                      | 959          | 45,25        | 6      | 0      |
|                          |                          |                          |              |              |        |        |
| Votes valides            | Votes valides            | Votes valides            | 2 119        | 96,85        |        |        |
| Votes blancs             | Votes blancs             | Votes blancs             | 32           | 1,46         |        |        |
| Votes nuls               | Votes nuls               | Votes nuls               | 37           | 1,69         |        |        |
| Total                    | Total                    | Total                    | 2 188        | 100          | 29     | 2      |
| Abstention               | Abstention               | Abstention               | 2 383        | 52,13        |        |        |
| Inscrits / participation | Inscrits / participation | Inscrits / participation | 4 571        | 47,87        |        |        |

### Gignac
- Maire sortant : Jean-François Soto (DVG)
- 29 sièges à pourvoir au conseil municipal (population légale 2017 : 6 200 habitants)
- 7 sièges à pourvoir au conseil communautaire (CC Vallée de l'Hérault)

| Tête de liste            | Tête de liste            | Liste                    | Premier tour | Premier tour | Sièges | Sièges |
| Tête de liste            | Tête de liste            | Liste                    | Voix         | %            | CM     | CC     |
| ------------------------ | ------------------------ | ------------------------ | ------------ | ------------ | ------ | ------ |
|                          | Jean-François Soto       | DVG                      | 1 410        | 100,00       | 29     | 7      |
|                          |                          |                          |              |              |        |        |
| Votes valides            | Votes valides            | Votes valides            | 1 410        | 81,55        |        |        |
| Votes blancs             | Votes blancs             | Votes blancs             | 132          | 7,63         |        |        |
| Votes nuls               | Votes nuls               | Votes nuls               | 187          | 10,82        |        |        |
| Total                    | Total                    | Total                    | 1 729        | 100          | 29     | 7      |
| Abstention               | Abstention               | Abstention               | 2 874        | 62,44        |        |        |
| Inscrits / participation | Inscrits / participation | Inscrits / participation | 4 603        | 37,56        |        |        |

### Grabels
- Maire sortant : René Revol (FI)
- 29 sièges à pourvoir au conseil municipal (population légale 2017 : 8 430 habitants)
- 2 sièges à pourvoir au conseil communautaire (Montpellier Méditerranée Métropole)

| Tête de liste            | Tête de liste            | Liste                    | Premier tour | Premier tour | Second tour | Second tour | Sièges | Sièges |
| Tête de liste            | Tête de liste            | Liste                    | Voix         | %            | Voix        | %           | CM     | CC     |
| ------------------------ | ------------------------ | ------------------------ | ------------ | ------------ | ----------- | ----------- | ------ | ------ |
|                          | René Revol,              | LFI                      | 1 064        | 45,98        | 1 080       | 50,00       | 22     | 2      |
|                          | Pascal Heymès            | DVD                      | 767          | 33,14        | 867         | 40,13       | 6      | 0      |
|                          | Régis Morvan             | DVC                      | 378          | 16,33        | 213         | 9,86        | 1      | 0      |
|                          | Nadjla Messaoudi         | SE                       | 105          | 4,53         |             |             | 0      | 0      |
|                          |                          |                          |              |              |             |             |        |        |
| Votes valides            | Votes valides            | Votes valides            | 2 314        | 96,42        | 2 160       | 95,83       |        |        |
| Votes blancs             | Votes blancs             | Votes blancs             | 45           | 1,88         | 59          | 2,62        |        |        |
| Votes nuls               | Votes nuls               | Votes nuls               | 41           | 1,71         | 35          | 1,55        |        |        |
| Total                    | Total                    | Total                    | 2 400        | 100          | 2 254       | 100         | 29     | 2      |
| Abstention               | Abstention               | Abstention               | 3 140        | 56,68        | 3 289       | 59,34       |        |        |
| Inscrits / participation | Inscrits / participation | Inscrits / participation | 5 540        | 43,32        | 5 543       | 40,66       |        |        |

### Jacou
- Maire sortant : Renaud Calvat (PS)
- 29 sièges à pourvoir au conseil municipal (population légale 2017 : 6 791 habitants)
- 1 siège à pourvoir au conseil communautaire (Montpellier Méditerranée Métropole)

| Tête de liste            | Tête de liste            | Liste                    | Premier tour | Premier tour | Sièges | Sièges |
| Tête de liste            | Tête de liste            | Liste                    | Voix         | %            | CM     | CC     |
| ------------------------ | ------------------------ | ------------------------ | ------------ | ------------ | ------ | ------ |
|                          | Renaud Calvat            | PS                       | 1 769        | 86,16        | 27     | 1      |
|                          | Patrick Brechotteau      | DVG                      | 284          | 13,83        | 2      | 0      |
|                          |                          |                          |              |              |        |        |
| Votes valides            | Votes valides            | Votes valides            | 2 053        | 97,16        |        |        |
| Votes blancs             | Votes blancs             | Votes blancs             | 26           | 1,23         |        |        |
| Votes nuls               | Votes nuls               | Votes nuls               | 34           | 1,61         |        |        |
| Total                    | Total                    | Total                    | 2 113        | 100          | 29     | 1      |
| Abstention               | Abstention               | Abstention               | 2 610        | 55,26        |        |        |
| Inscrits / participation | Inscrits / participation | Inscrits / participation | 4 723        | 44,74        |        |        |

### Juvignac
- Maire sortant : Jean-Luc Savy (SE)
- 33 sièges à pourvoir au conseil municipal (population légale 2017 : 11 084 habitants)
- 3 sièges à pourvoir au conseil communautaire (Montpellier Méditerranée Métropole)

| Tête de liste            | Tête de liste            | Liste                    | Premier tour | Premier tour | Sièges | Sièges |
| Tête de liste            | Tête de liste            | Liste                    | Voix         | %            | CM     | CC     |
| ------------------------ | ------------------------ | ------------------------ | ------------ | ------------ | ------ | ------ |
|                          | Jean-Luc Savy,           | SE                       | 1 409        | 50,66        | 25     | 2      |
|                          | Patricia Weber           | PS-LR                    | 972          | 34,95        | 6      | 1      |
|                          | Fabrice Thiry            | RN                       | 400          | 14,38        | 2      | 0      |
|                          |                          |                          |              |              |        |        |
| Votes valides            | Votes valides            | Votes valides            | 2 781        | 36,88        |        |        |
| Votes blancs             | Votes blancs             | Votes blancs             | 41           | 0,54         |        |        |
| Votes nuls               | Votes nuls               | Votes nuls               | 32           | 0,42         |        |        |
| Total                    | Total                    | Total                    | 2 854        | 100          | 33     | 3      |
| Abstention               | Abstention               | Abstention               | 4 686        | 62,15        |        |        |
| Inscrits / participation | Inscrits / participation | Inscrits / participation | 7 540        | 37,85        |        |        |

### La Grande-Motte
- Maire sortant : Stéphan Rossignol (LR)
- 29 sièges à pourvoir au conseil municipal (population légale 2017 : 8 820 habitants)
- 9 sièges à pourvoir au conseil communautaire (CA du Pays de l'Or)

| Tête de liste            | Tête de liste            | Liste                    | Premier tour | Premier tour | Sièges | Sièges |
| Tête de liste            | Tête de liste            | Liste                    | Voix         | %            | CM     | CC     |
| ------------------------ | ------------------------ | ------------------------ | ------------ | ------------ | ------ | ------ |
|                          | Stéphan Rossignol        | LR                       | 2 593        | 69,20        | 26     | 9      |
|                          | Serge Durand             | DVD                      | 568          | 15,15        | 2      | 0      |
|                          | William Viste            | DVD                      | 453          | 12,08        | 1      | 0      |
|                          | Véronique Trudelle       | DVD                      | 133          | 3,54         | 0      | 0      |
|                          |                          |                          |              |              |        |        |
| Votes valides            | Votes valides            | Votes valides            | 3 747        | 96,25        |        |        |
| Votes blancs             | Votes blancs             | Votes blancs             | 84           | 2,16         |        |        |
| Votes nuls               | Votes nuls               | Votes nuls               | 62           | 1,59         |        |        |
| Total                    | Total                    | Total                    | 3 893        | 100          | 29     | 9      |
| Abstention               | Abstention               | Abstention               | 4 678        | 54,58        |        |        |
| Inscrits / participation | Inscrits / participation | Inscrits / participation | 8 571        | 45,42        |        |        |

### Lansargues
- Maire sortant : Michel Carlier (PS)
- 23 sièges à pourvoir au conseil municipal (population légale 2017 : 3 112 habitants)
- 3 sièges à pourvoir au conseil communautaire (CA du Pays de l'Or)

| Tête de liste            | Tête de liste            | Liste                    | Premier tour | Premier tour | Second tour | Second tour | Sièges | Sièges |
| Tête de liste            | Tête de liste            | Liste                    | Voix         | %            | Voix        | %           | CM     | CC     |
| ------------------------ | ------------------------ | ------------------------ | ------------ | ------------ | ----------- | ----------- | ------ | ------ |
|                          | Michel Carlier           | PS                       | 591          | 42,06        | 662         | 42,40       | 17     | 2      |
|                          | Didier Valette           |                          | 508          | 36,15        | 624         | 39,97       | 4      | 1      |
|                          | Hervé Bérard             |                          | 306          | 21,77        | 275         | 17,61       | 2      | 0      |
|                          |                          |                          |              |              |             |             |        |        |
| Votes valides            | Votes valides            | Votes valides            | 1 405        | 97,16        | 1 561       | 96,84       |        |        |
| Votes blancs             | Votes blancs             | Votes blancs             | 11           | 0,76         | 23          | 1,43        |        |        |
| Votes nuls               | Votes nuls               | Votes nuls               | 30           | 2,07         | 28          | 1,74        |        |        |
| Total                    | Total                    | Total                    | 1 446        | 100          | 1 612       | 100         | 23     | 3      |
| Abstention               | Abstention               | Abstention               | 984          | 40,49        | 816         | 33,61       |        |        |
| Inscrits / participation | Inscrits / participation | Inscrits / participation | 2 430        | 59,51        | 2 428       | 66,39       |        |        |

### Lattes
- Maire sortant : Cyril Meunier (DVG)
- 33 sièges à pourvoir au conseil municipal (population légale 2017 : 16 564 habitants)
- 4 sièges à pourvoir au conseil communautaire (Montpellier Méditerranée Métropole)

| Tête de liste            | Tête de liste            | Liste                    | Premier tour | Premier tour | Sièges | Sièges |
| Tête de liste            | Tête de liste            | Liste                    | Voix         | %            | CM     | CC     |
| ------------------------ | ------------------------ | ------------------------ | ------------ | ------------ | ------ | ------ |
|                          | Cyril Meunier,           | DVG                      | 3 500        | 57,87        | 26     | 3      |
|                          | Jean-Noël Fourcade       | DVD                      | 2 547        | 42,12        | 7      | 1      |
|                          |                          |                          |              |              |        |        |
| Votes valides            | Votes valides            | Votes valides            | 6 047        | 97,31        |        |        |
| Votes blancs             | Votes blancs             | Votes blancs             | 77           | 1,24         |        |        |
| Votes nuls               | Votes nuls               | Votes nuls               | 90           | 1,45         |        |        |
| Total                    | Total                    | Total                    | 6 214        | 100          | 33     | 4      |
| Abstention               | Abstention               | Abstention               | 7 598        | 55,01        |        |        |
| Inscrits / participation | Inscrits / participation | Inscrits / participation | 13 812       | 44,99        |        |        |

### Lavérune
- Maire sortant : Roger Caizergues (SE)
- 23 sièges à pourvoir au conseil municipal (population légale 2017 : 3 237 habitants)
- 1 siège à pourvoir au conseil communautaire (Montpellier Méditerranée Métropole)

| Tête de liste            | Tête de liste            | Liste                    | Premier tour | Premier tour | Sièges | Sièges |
| Tête de liste            | Tête de liste            | Liste                    | Voix         | %            | CM     | CC     |
| ------------------------ | ------------------------ | ------------------------ | ------------ | ------------ | ------ | ------ |
|                          | Roger Caizergues         | SE                       | 909          | 73,01        | 20     | 1      |
|                          | Sylvain Deyrat           | SE                       | 336          | 26,98        | 3      | 0      |
|                          |                          |                          |              |              |        |        |
| Votes valides            | Votes valides            | Votes valides            | 1 245        | 96,81        |        |        |
| Votes blancs             | Votes blancs             | Votes blancs             | 15           | 1,17         |        |        |
| Votes nuls               | Votes nuls               | Votes nuls               | 26           | 2,02         |        |        |
| Total                    | Total                    | Total                    | 1 286        | 100          | 23     | 1      |
| Abstention               | Abstention               | Abstention               | 1 207        | 48,42        |        |        |
| Inscrits / participation | Inscrits / participation | Inscrits / participation | 2 493        | 51,58        |        |        |

### Le Crès
- Maire sortant : Pierre Bonnal (PS)
- 29 sièges à pourvoir au conseil municipal (population légale 2017 : 9 321 habitants)
- 2 sièges à pourvoir au conseil communautaire (Montpellier Méditerranée Métropole)

| Tête de liste  | Tête de liste    | Liste          | Premier tour | Premier tour | Sièges | Sièges |
| Tête de liste  | Tête de liste    | Liste          | Voix         | %            | CM     | CC     |
| -------------- | ---------------- | -------------- | ------------ | ------------ | ------ | ------ |
|                | Stéphane Champay | DVD            | 1 618        | 53,05        | 22     | 2      |
|                | Thierry Bermond  | DVG            | 1 432        | 46,95        | 7      | 0      |
|                |                  |                |              |              |        |        |
| Inscrits       | Inscrits         | Inscrits       | 7 340        | 100,00       |        |        |
| Abstentions    | Abstentions      | Abstentions    | 4 200        | 57,22        |        |        |
| Votants        | Votants          | Votants        | 3 140        | 42,78        |        |        |
| Blancs et nuls | Blancs et nuls   | Blancs et nuls | 90           | 2,86         |        |        |
| Exprimés       | Exprimés         | Exprimés       | 3 050        | 41,55        |        |        |

### Lespignan
- Maire sortant : Jean-François Guibbert (DVG)
- 23 sièges à pourvoir au conseil municipal (population légale 2017 : 3 260 habitants)
- 4 sièges à pourvoir au conseil communautaire (CC la Domitienne)

| Tête de liste            | Tête de liste            | Liste                    | Premier tour | Premier tour | Sièges | Sièges |
| Tête de liste            | Tête de liste            | Liste                    | Voix         | %            | CM     | CC     |
| ------------------------ | ------------------------ | ------------------------ | ------------ | ------------ | ------ | ------ |
|                          | Jean-François Guibbert   | SE                       | 672          | 100,00       | 23     | 4      |
|                          |                          |                          |              |              |        |        |
| Votes valides            | Votes valides            | Votes valides            | 672          | 78,69        |        |        |
| Votes blancs             | Votes blancs             | Votes blancs             | 66           | 7,73         |        |        |
| Votes nuls               | Votes nuls               | Votes nuls               | 116          | 13,58        |        |        |
| Total                    | Total                    | Total                    | 854          | 100          | 23     | 4      |
| Abstention               | Abstention               | Abstention               | 1 739        | 67,07        |        |        |
| Inscrits / participation | Inscrits / participation | Inscrits / participation | 2 593        | 32,93        |        |        |

### Lignan-sur-Orb
- Maire sortant : Jean-Claude Renau (DVG)
- 23 sièges à pourvoir au conseil municipal (population légale 2017 : 3 199 habitants)
- 2 sièges à pourvoir au conseil communautaire (CA Béziers Méditerranée)

| Tête de liste            | Tête de liste            | Liste                    | Premier tour | Premier tour | Sièges | Sièges |
| Tête de liste            | Tête de liste            | Liste                    | Voix         | %            | CM     | CC     |
| ------------------------ | ------------------------ | ------------------------ | ------------ | ------------ | ------ | ------ |
|                          | Jean-Claude Renau        | SE                       | 781          | 100,00       | 23     | 2      |
|                          |                          |                          |              |              |        |        |
| Votes valides            | Votes valides            | Votes valides            | 781          | 88,65        |        |        |
| Votes blancs             | Votes blancs             | Votes blancs             | 41           | 4,65         |        |        |
| Votes nuls               | Votes nuls               | Votes nuls               | 59           | 6,70         |        |        |
| Total                    | Total                    | Total                    | 881          | 100          | 23     | 2      |
| Abstention               | Abstention               | Abstention               | 1 672        | 65,49        |        |        |
| Inscrits / participation | Inscrits / participation | Inscrits / participation | 2 553        | 34,51        |        |        |

### Lodève
- Maire sortant : Pierre Leduc (PS)
- 29 sièges à pourvoir au conseil municipal (population légale 2017 : 7 441 habitants)
- 23 sièges à pourvoir au conseil communautaire (CC Lodévois et Larzac)

| Tête de liste            | Tête de liste            | Liste                    | Premier tour | Premier tour | Second tour | Second tour | Sièges | Sièges |
| Tête de liste            | Tête de liste            | Liste                    | Voix         | %            | Voix        | %           | CM     | CC     |
| ------------------------ | ------------------------ | ------------------------ | ------------ | ------------ | ----------- | ----------- | ------ | ------ |
|                          | Gaëlle Lévêque           | PS                       | 1 054        | 39,69        | 1 422       | 47,03       | 22     | 18     |
|                          | Claude Laateb            | DVD                      | 761          | 28,66        | 1 406       | 46,51       | 7      | 5      |
|                          | Gérard Maurin            | EXD                      | 331          | 12,46        | 195         | 6,45        | 0      | 0      |
|                          | Jean-Michel Salvador     | SE                       | 270          | 10,16        | Retrait     | Retrait     | 0      | 0      |
|                          | Anne Goepfert            | DVG                      | 239          | 9,00         |             |             | 0      | 0      |
|                          |                          |                          |              |              |             |             |        |        |
| Votes valides            | Votes valides            | Votes valides            | 2 655        | 95,64        | 3 023       | 96,06       |        |        |
| Votes blancs             | Votes blancs             | Votes blancs             | 46           | 1,66         | 68          | 2,16        |        |        |
| Votes nuls               | Votes nuls               | Votes nuls               | 75           | 2,70         | 56          | 1,78        |        |        |
| Total                    | Total                    | Total                    | 2 776        | 100          | 3 147       | 100         | 29     | 23     |
| Abstention               | Abstention               | Abstention               | 2 451        | 46,89        | 2 084       | 39,84       |        |        |
| Inscrits / participation | Inscrits / participation | Inscrits / participation | 5 227        | 53,11        | 5 231       | 60,16       |        |        |

### Lunel
- Maire sortant : Claude Arnaud (DVD)
- 35 sièges à pourvoir au conseil municipal (population légale 2017 : 26 239 habitants)
- 23 sièges à pourvoir au conseil communautaire (CA Lunel Agglo)

| Tête de liste            | Tête de liste            | Liste                    | Premier tour | Premier tour | Second tour | Second tour | Sièges | Sièges |
| Tête de liste            | Tête de liste            | Liste                    | Voix         | %            | Voix        | %           | CM     | CC     |
| ------------------------ | ------------------------ | ------------------------ | ------------ | ------------ | ----------- | ----------- | ------ | ------ |
|                          | Pierre Soujol            | SE                       | 1 963        | 27,80        | 3 284       | 46,15       | 26     | 17     |
|                          | Jean-Pierre Berthet      | SE                       | 1 002        | 14,19        | 3 284       | 46,15       | 26     | 17     |
|                          | Claude Arnaud,           | DVD                      | 2 016        | 28,55        | 2 606       | 36,62       | 6      | 4      |
|                          | Julia Plane              | RN                       | 1 535        | 21,73        | 1 225       | 17,21       | 3      | 2      |
|                          | Claude Barral            | DVG                      | 545          | 7,71         |             |             | 0      | 0      |
|                          |                          |                          |              |              |             |             |        |        |
| Votes valides            | Votes valides            | Votes valides            | 7 061        | 96,66        | 7 115       | 97,48       |        |        |
| Votes blancs             | Votes blancs             | Votes blancs             | 62           | 0,85         | 96          | 1,32        |        |        |
| Votes nuls               | Votes nuls               | Votes nuls               | 182          | 2,49         | 88          | 1,21        |        |        |
| Total                    | Total                    | Total                    | 7 305        | 100          | 7 299       | 100         | 35     | 23     |
| Abstention               | Abstention               | Abstention               | 10 471       | 58,91        | 10 520      | 59,04       |        |        |
| Inscrits / participation | Inscrits / participation | Inscrits / participation | 17 776       | 41,09        | 17 819      | 40,96       |        |        |

### Lunel-Viel
- Maire sortant : Jean Charpentier (EÉLV)
- 27 sièges à pourvoir au conseil municipal (population légale 2017 : 3 932 habitants)
- 3 sièges à pourvoir au conseil communautaire (CA Lunel Agglo)

| Tête de liste            | Tête de liste            | Liste                    | Premier tour | Premier tour | Second tour | Second tour | Sièges | Sièges |
| Tête de liste            | Tête de liste            | Liste                    | Voix         | %            | Voix        | %           | CM     | CC     |
| ------------------------ | ------------------------ | ------------------------ | ------------ | ------------ | ----------- | ----------- | ------ | ------ |
|                          | Fabrice Fenoy            | DIV                      | 792          | 47,17        | 912         | 51,03       | 21     | 2      |
|                          | Norbert Tinel            | DIV                      | 665          | 39,60        | 875         | 48,96       | 6      | 1      |
|                          | Jean Charpentier,        | DIV                      | 222          | 13,22        | Retrait     | Retrait     | 0      | 0      |
|                          |                          |                          |              |              |             |             |        |        |
| Votes valides            | Votes valides            | Votes valides            | 1 679        | 97,50        | 1 787       | 96,33       |        |        |
| Votes blancs             | Votes blancs             | Votes blancs             | 18           | 1,05         | 40          | 2,16        |        |        |
| Votes nuls               | Votes nuls               | Votes nuls               | 25           | 1,45         | 28          | 1,51        |        |        |
| Total                    | Total                    | Total                    | 1 722        | 100          | 1 855       | 100         | 27     | 3      |
| Abstentions              | Abstentions              | Abstentions              | 1 319        | 43,37        | 1 193       | 39,14       |        |        |
| Inscrits / participation | Inscrits / participation | Inscrits / participation | 3 041        | 56,63        | 3 048       | 60,86       |        |        |

### Magalas
- Maire sortant : Charles Hey (LR)
- 23 sièges à pourvoir au conseil municipal (population légale 2017 : 3 349 habitants)
- 5 sièges à pourvoir au conseil communautaire (CC Les Avant-Monts)

| Tête de liste            | Tête de liste              | Liste                    | Premier tour | Premier tour | Second tour | Second tour | Sièges | Sièges |
| Tête de liste            | Tête de liste              | Liste                    | Voix         | %            | Voix        | %           | CM     | CC     |
| ------------------------ | -------------------------- | ------------------------ | ------------ | ------------ | ----------- | ----------- | ------ | ------ |
|                          | Jean-Pierre Simo-Cazeneuve | SE                       | 473          | 37,42        | 649         | 44,63       | 17     | 3      |
|                          | Patrick Bourrand-Favier    | SE                       | 363          | 28,71        | 413         | 28,40       | 3      | 1      |
|                          | Jérôme Fabre               | SE                       | 428          | 33,86        | 392         | 26,96       | 3      | 1      |
|                          |                            |                          |              |              |             |             |        |        |
| Votes valides            | Votes valides              | Votes valides            | 1 264        | 95,54        | 1 454       | 98,38       |        |        |
| Votes blancs             | Votes blancs               | Votes blancs             | 19           | 1,44         | 15          | 1,01        |        |        |
| Votes nuls               | Votes nuls                 | Votes nuls               | 40           | 3,02         | 9           | 0,61        |        |        |
| Total                    | Total                      | Total                    | 1 323        | 100          | 1 478       | 100         | 23     | 5      |
| Abstention               | Abstention                 | Abstention               | 1 153        | 46,57        | 1 004       | 40,45       |        |        |
| Inscrits / participation | Inscrits / participation   | Inscrits / participation | 2 476        | 53,43        | 2 482       | 59,55       |        |        |

### Maraussan
- Maire sortant : Serge Pesce (PS)
- 27 sièges à pourvoir au conseil municipal (population légale 2017 : 4 414 habitants)
- 6 sièges à pourvoir au conseil communautaire (CC la Domitienne)

| Tête de liste            | Tête de liste            | Liste                    | Premier tour | Premier tour | Second tour | Second tour | Sièges | Sièges |
| Tête de liste            | Tête de liste            | Liste                    | Voix         | %            | Voix        | %           | CM     | CC     |
| ------------------------ | ------------------------ | ------------------------ | ------------ | ------------ | ----------- | ----------- | ------ | ------ |
|                          | Serge Pesce              | DVG                      | 535          | 34,53        | 620         | 39,84       | 19     | 4      |
|                          | Marlène Puche            | DVG                      | 470          | 30,34        | 566         | 36,37       | 5      | 1      |
|                          | Frédéric Fabre           | DVD                      | 397          | 25,62        | 370         | 23,77       | 3      | 1      |
|                          | Euclide Tarbouriech      | DVD                      | 147          | 9,48         |             |             | 0      | 0      |
|                          |                          |                          |              |              |             |             |        |        |
| Votes valides            | Votes valides            | Votes valides            | 1 549        | 97,30        | 1 556       | 97,68       |        |        |
| Votes blancs             | Votes blancs             | Votes blancs             | 19           | 1,19         | 19          | 1,19        |        |        |
| Votes nuls               | Votes nuls               | Votes nuls               | 24           | 1,51         | 18          | 1,13        |        |        |
| Total                    | Total                    | Total                    | 1 592        | 100          | 1 593       | 100         | 27     | 6      |
| Abstention               | Abstention               | Abstention               | 1 699        | 51,63        | 1 699       | 51,61       |        |        |
| Inscrits / participation | Inscrits / participation | Inscrits / participation | 3 291        | 48,37        | 3 292       | 48,39       |        |        |

### Marseillan
- Maire sortant : Yves Michel (LR)
- 29 sièges à pourvoir au conseil municipal (population légale 2017 : 7 778 habitants)
- 3 sièges à pourvoir au conseil communautaire (CA Sète Agglopôle Méditerranée)

|                          | Yves Michel,             | DVD                      | 1 936 | 58,72 | 24 | 2 |  |  |
|                          | Johann Grosso            | DVD                      | 1 008 | 30,57 | 4  | 1 |  |  |
|                          | David Sauvade            | DVG                      | 353   | 10,70 | 1  | 0 |  |  |
|                          |                          |                          |       |       |    |   |  |  |
| Votes valides            | Votes valides            | Votes valides            | 3 297 | 97,20 |    |   |  |  |
| Votes blancs             | Votes blancs             | Votes blancs             | 27    | 0,80  |    |   |  |  |
| Votes nuls               | Votes nuls               | Votes nuls               | 68    | 2,00  |    |   |  |  |
| Total                    | Total                    | Total                    | 3 392 | 100   | 29 | 3 |  |  |
| Abstention               | Abstention               | Abstention               | 3 486 | 50,68 |    |   |  |  |
| Inscrits / participation | Inscrits / participation | Inscrits / participation | 6 878 | 49,32 |    |   |  |  |

### Marsillargues
- Maire sortant : Bernadette Vignon (DVG)
- 29 sièges à pourvoir au conseil municipal (population légale 2017 : 6 248 habitants)
- 6 sièges à pourvoir au conseil communautaire (CA Lunel Agglo)

| Tête de liste            | Tête de liste            | Liste                    | Premier tour | Premier tour | Second tour | Second tour | Sièges | Sièges |
| Tête de liste            | Tête de liste            | Liste                    | Voix         | %            | Voix        | %           | CM     | CC     |
| ------------------------ | ------------------------ | ------------------------ | ------------ | ------------ | ----------- | ----------- | ------ | ------ |
|                          | Patrice Speziale         | SE                       | 672          | 29,53        | 1 209       | 51,86       | 22     | 5      |
|                          | Francis Garnier          | SE                       | 826          | 36,30        | 1 122       | 48,13       | 7      | 1      |
|                          | Bernadette Vignon        | DVG                      | 337          | 14,81        |             |             | 0      | 0      |
|                          | Nicole Mina              | RN                       | 163          | 7,16         | 0           | 0           |        |        |
|                          | Jean-Paul Laborde        | DVG                      | 141          | 6,19         | 0           | 0           |        |        |
|                          | Mylène Recart            | DVD                      | 136          | 5,97         | 0           | 0           |        |        |
|                          |                          |                          |              |              |             |             |        |        |
| Votes valides            | Votes valides            | Votes valides            | 2 275        | 97,18        | 2 331       | 96,36       |        |        |
| Votes blancs             | Votes blancs             | Votes blancs             | 22           | 0,94         | 42          | 1,74        |        |        |
| Votes nuls               | Votes nuls               | Votes nuls               | 44           | 1,88         | 46          | 1,90        |        |        |
| Total                    | Total                    | Total                    | 2 341        | 100          | 2 419       | 100         | 29     | 6      |
| Abstentions              | Abstentions              | Abstentions              | 2 370        | 50,31        | 2 299       | 48,73       |        |        |
| Inscrits / participation | Inscrits / participation | Inscrits / participation | 4 711        | 49,69        | 4 718       | 51,27       |        |        |

### Mauguio
- Maire sortant : Yvon Bourrel (DVG)
- 33 sièges à pourvoir au conseil municipal (population légale 2017 : 16 919 habitants)
- 17 sièges à pourvoir au conseil communautaire (CA du Pays de l'Or)

| Tête de liste            | Tête de liste            | Liste                    | Premier tour | Premier tour | Second tour | Second tour | Sièges | Sièges |
| Tête de liste            | Tête de liste            | Liste                    | Voix         | %            | Voix        | %           | CM     | CC     |
| ------------------------ | ------------------------ | ------------------------ | ------------ | ------------ | ----------- | ----------- | ------ | ------ |
|                          | Yvon Bourrel,            | DVG-LC                   | 2 532        | 43,77        | 2 710       | 45,19       | 25     | 13     |
|                          | Daniel Bourguet          | SE                       | 1 771        | 30,61        | 2 109       | 35,17       | 6      | 3      |
|                          | Gilles Parmentier        | RN                       | 779          | 13,46        | 625         | 10,42       | 1      | 1      |
|                          | Pierre-Martin Chazot     | LR                       | 702          | 12,13        | 552         | 9,20        | 1      | 0      |
|                          |                          |                          |              |              |             |             |        |        |
| Votes valides            | Votes valides            | Votes valides            | 5 784        | 97,67        | 5 996       | 98,02       |        |        |
| Votes blancs             | Votes blancs             | Votes blancs             | 49           | 0,83         | 48          | 0,78        |        |        |
| Votes nuls               | Votes nuls               | Votes nuls               | 89           | 1,50         | 73          | 1,19        |        |        |
| Total                    | Total                    | Total                    | 5 922        | 100          | 6 117       | 100         | 33     | 17     |
| Abstentions              | Abstentions              | Abstentions              | 9 079        | 60,52        | 8 883       | 59,22       |        |        |
| Inscrits / participation | Inscrits / participation | Inscrits / participation | 15 001       | 39,48        | 15 000      | 40,78       |        |        |

### Mèze
- Maire sortant : Henry Fricou (EÉLV)
- 33 sièges à pourvoir au conseil municipal (population légale 2017 : 11 587 habitants)
- 5 sièges à pourvoir au conseil communautaire (CA Sète Agglopôle Méditerranée)

| Tête de liste            | Tête de liste            | Liste                    | Premier tour | Premier tour | Second tour | Second tour | Sièges | Sièges |
| Tête de liste            | Tête de liste            | Liste                    | Voix         | %            | Voix        | %           | CM     | CC     |
| ------------------------ | ------------------------ | ------------------------ | ------------ | ------------ | ----------- | ----------- | ------ | ------ |
|                          | Henry Fricou,            | ECO                      | 2 223        | 44,34        | 2 766       | 48,13       | 25     | 4      |
|                          | Thierry Baëza            | DVC                      | 2 144        | 42,76        | 2 664       | 46,35       | 8      | 1      |
|                          | Joël Armentier           | DVD-RN                   | 647          | 12,90        | 317         | 5,52        | 0      | 0      |
|                          |                          |                          |              |              |             |             |        |        |
| Votes valides            | Votes valides            | Votes valides            | 5 014        | 97,55        | 5 747       | 98,11       |        |        |
| Votes blancs             | Votes blancs             | Votes blancs             | 55           | 1,07         | 49          | 0,84        |        |        |
| Votes nuls               | Votes nuls               | Votes nuls               | 71           | 1,38         | 62          | 1,06        |        |        |
| Total                    | Total                    | Total                    | 5 140        | 100          | 5 858       | 100         | 33     | 5      |
| Abstention               | Abstention               | Abstention               | 4 043        | 44,03        | 3 343       | 36,33       |        |        |
| Inscrits / participation | Inscrits / participation | Inscrits / participation | 9 183        | 55,97        | 9 201       | 63,67       |        |        |

### Mireval
- Maire sortant : Christophe Durand (PS)
- 23 sièges à pourvoir au conseil municipal (population légale 2017 : 3 283 habitants)
- 1 siège à pourvoir au conseil communautaire (CA Sète Agglopôle Méditerranée)

| Tête de liste            | Tête de liste            | Liste                    | Premier tour | Premier tour | Sièges | Sièges |
| Tête de liste            | Tête de liste            | Liste                    | Voix         | %            | CM     | CC     |
| ------------------------ | ------------------------ | ------------------------ | ------------ | ------------ | ------ | ------ |
|                          | Christophe Durand        | PS                       | 870          | 56,64        | 18     | 1      |
|                          | Robert André             | DVG                      | 666          | 43,35        | 5      | 0      |
|                          |                          |                          |              |              |        |        |
| Votes valides            | Votes valides            | Votes valides            | 1 536        | 97,59        |        |        |
| Votes blancs             | Votes blancs             | Votes blancs             | 19           | 1,21         |        |        |
| Votes nuls               | Votes nuls               | Votes nuls               | 19           | 1,21         |        |        |
| Total                    | Total                    | Total                    | 1 574        | 100          | 23     | 1      |
| Abstention               | Abstention               | Abstention               | 1 208        | 43,42        |        |        |
| Inscrits / participation | Inscrits / participation | Inscrits / participation | 2 782        | 56,58        |        |        |

### Montady
- Maire sortant : Alain Castan (DVG)
- 27 sièges à pourvoir au conseil municipal (population légale 2017 : 3 935 habitants)
- 5 sièges à pourvoir au conseil communautaire (CC la Domitienne)

| Tête de liste            | Tête de liste            | Liste                    | Premier tour | Premier tour | Sièges | Sièges |
| Tête de liste            | Tête de liste            | Liste                    | Voix         | %            | CM     | CC     |
| ------------------------ | ------------------------ | ------------------------ | ------------ | ------------ | ------ | ------ |
|                          | Alain Castan             | DVG                      | 1 076        | 67,37        | 23     | 5      |
|                          | Laurent Mazzella         | DVD                      | 521          | 32,62        | 4      | 0      |
|                          |                          |                          |              |              |        |        |
| Votes valides            | Votes valides            | Votes valides            | 1 597        | 95,23        |        |        |
| Votes blancs             | Votes blancs             | Votes blancs             | 34           | 2,03         |        |        |
| Votes nuls               | Votes nuls               | Votes nuls               | 46           | 2,74         |        |        |
| Total                    | Total                    | Total                    | 1 677        | 100          | 27     | 5      |
| AbstentionS              | AbstentionS              | AbstentionS              | 1 599        | 48,81        |        |        |
| Inscrits / participation | Inscrits / participation | Inscrits / participation | 3 276        | 51,19        |        |        |

### Montagnac
- Maire sortant : Yann Llopis (DVD)
- 27 sièges à pourvoir au conseil municipal (population légale 2017 : 4 336 habitants)
- 3 sièges à pourvoir au conseil communautaire (CA Hérault Méditerranée)

| Tête de liste            | Tête de liste            | Liste                    | Premier tour | Premier tour | Sièges | Sièges |
| Tête de liste            | Tête de liste            | Liste                    | Voix         | %            | CM     | CC     |
| ------------------------ | ------------------------ | ------------------------ | ------------ | ------------ | ------ | ------ |
|                          | Yann Llopis              | DVD                      | 1 129        | 71,59        | 24     | 3      |
|                          | Yves Navarro             | DVG                      | 448          | 28,40        | 3      | 0      |
|                          |                          |                          |              |              |        |        |
| Votes valides            | Votes valides            | Votes valides            | 1 577        | 95,23        |        |        |
| Votes blancs             | Votes blancs             | Votes blancs             | 41           | 2,48         |        |        |
| Votes nuls               | Votes nuls               | Votes nuls               | 38           | 2,29         |        |        |
| Total                    | Total                    | Total                    | 1 656        | 100          | 27     | 3      |
| Abstentions              | Abstentions              | Abstentions              | 1 345        | 44,82        |        |        |
| Inscrits / participation | Inscrits / participation | Inscrits / participation | 3 001        | 55,18        |        |        |

### Montarnaud
- Maire sortant : Gérard Cabello (PCF)
- 27 sièges à pourvoir au conseil municipal (population légale 2017 : 3 754 habitants)
- 4 sièges à pourvoir au conseil communautaire (CC Vallée de l'Hérault)

| Tête de liste            | Tête de liste            | Liste                    | Premier tour | Premier tour | Sièges | Sièges |
| Tête de liste            | Tête de liste            | Liste                    | Voix         | %            | CM     | CC     |
| ------------------------ | ------------------------ | ------------------------ | ------------ | ------------ | ------ | ------ |
|                          | Jean-Pierre Pugens       | DVG                      | 982          | 64,35        | 23     | 3      |
|                          | Laurent Illuminati       | DVG                      | 544          | 35,64        | 4      | 1      |
|                          |                          |                          |              |              |        |        |
| Votes valides            | Votes valides            | Votes valides            | 1 526        | 96,04        |        |        |
| Votes blancs             | Votes blancs             | Votes blancs             | 33           | 2,08         |        |        |
| Votes nuls               | Votes nuls               | Votes nuls               | 30           | 1,89         |        |        |
| Total                    | Total                    | Total                    | 1 589        | 100          | 27     | 4      |
| Abstention               | Abstention               | Abstention               | 1 364        | 46,19        |        |        |
| Inscrits / participation | Inscrits / participation | Inscrits / participation | 2 953        | 53,81        |        |        |

### Montferrier-sur-Lez
- Maire sortant : Michel Fraysse (LR)
- 27 sièges à pourvoir au conseil municipal (population légale 2017 : 3 720 habitants)
- 1 siège à pourvoir au conseil communautaire (Montpellier Méditerranée Métropole)

| Tête de liste            | Tête de liste            | Liste                    | Premier tour | Premier tour | Second tour | Second tour | Sièges | Sièges |
| Tête de liste            | Tête de liste            | Liste                    | Voix         | %            | Voix        | %           | CM     | CC     |
| ------------------------ | ------------------------ | ------------------------ | ------------ | ------------ | ----------- | ----------- | ------ | ------ |
|                          | Brigitte Devoisselle     | DVD                      | 782          | 47,25        | 915         | 53,66       | 22     | 1      |
|                          | Michel Bourelly          | DVG                      | 444          | 26,82        | 452         | 26,51       | 3      | 0      |
|                          | Jean-paul Bord           | DVD                      | 429          | 25,92        | 338         | 19,82       | 2      | 0      |
|                          |                          |                          |              |              |             |             |        |        |
| Votes valides            | Votes valides            | Votes valides            | 1 655        | 98,16        | 1 705       | 97,93       |        |        |
| Votes blancs             | Votes blancs             | Votes blancs             | 19           | 1,13         | 26          | 1,49        |        |        |
| Votes nuls               | Votes nuls               | Votes nuls               | 12           | 0,71         | 10          | 0,57        |        |        |
| Total                    | Total                    | Total                    | 1 686        | 100          | 1 741       | 100         | 27     | 1      |
| Abstentions              | Abstentions              | Abstentions              | 1 653        | 49,51        | 1 595       | 47,81       |        |        |
| Inscrits / participation | Inscrits / participation | Inscrits / participation | 3 339        | 50,49        | 3 336       | 52,19       |        |        |

### Montpellier
- Maire sortant : Philippe Saurel (DVG)
- 65 sièges à pourvoir au conseil municipal (population légale 2017 : 285 121 habitants)
- 46 sièges à pourvoir au conseil communautaire (Montpellier Méditerranée Métropole)

### Murviel-lès-Béziers
- Maire sortant : Norbert Étienne (PCF)
- 23 sièges à pourvoir au conseil municipal (population légale 2017 : 3 075 habitants)
- 5 sièges à pourvoir au conseil communautaire (CC Les Avant-Monts)

|                          | Sylvain Hager            | SE                       | 786   | 100,00 | 23 | 5 |  |  |
|                          |                          |                          |       |        |    |   |  |  |
| Votes valides            | Votes valides            | Votes valides            | 786   | 83,88  |    |   |  |  |
| Votes blancs             | Votes blancs             | Votes blancs             | 41    | 4,38   |    |   |  |  |
| Votes nuls               | Votes nuls               | Votes nuls               | 110   | 11,74  |    |   |  |  |
| Total                    | Total                    | Total                    | 937   | 100    | 23 | 5 |  |  |
| Abstentions              | Abstentions              | Abstentions              | 1 329 | 58,65  |    |   |  |  |
| Inscrits / participation | Inscrits / participation | Inscrits / participation | 2 266 | 41,35  |    |   |  |  |

### Nissan-lez-Enserune
- Maire sortant : Pierre Cros (PRG)
- 27 sièges à pourvoir au conseil municipal (population légale 2017 : 3 995 habitants)
- 6 sièges à pourvoir au conseil communautaire (CC la Domitienne)

| Tête de liste  | Tête de liste  | Liste          | Premier tour | Premier tour | Sièges | Sièges |
| Tête de liste  | Tête de liste  | Liste          | Voix         | %            | CM     | CC     |
| -------------- | -------------- | -------------- | ------------ | ------------ | ------ | ------ |
|                | Pierre Cros    | DVG            | 888          | 57,77        | 22     | 5      |
|                | Marc Singla    | DVG            | 649          | 42,23        | 5      | 1      |
|                |                |                |              |              |        |        |
| Inscrits       | Inscrits       | Inscrits       | 3 052        | 100,00       |        |        |
| Abstentions    | Abstentions    | Abstentions    | 2 404        | 47,87        |        |        |
| Votants        | Votants        | Votants        | 1 591        | 52,13        |        |        |
| Blancs et nuls | Blancs et nuls | Blancs et nuls | 54           | 3,40         |        |        |
| Exprimés       | Exprimés       | Exprimés       | 1 531        | 50,36        |        |        |

### Palavas-les-Flots
- Maire sortant : Christian Jeanjean (LR)
- 29 sièges à pourvoir au conseil municipal (population légale 2017 : 5 977 habitants)
- 6 sièges à pourvoir au conseil communautaire (CA du Pays de l'Or)

|                          | Christian Jeanjean       | LR                       | 1 780 | 52,81 | 23 | 5 |  |  |
|                          | Sandrine Arnal           | SE                       | 768   | 22,78 | 3  | 1 |  |  |
|                          | Henri Savard             | SE                       | 316   | 9,37  | 1  | 0 |  |  |
|                          | Stéphane Vincent         | RN                       | 268   | 7,95  | 1  | 0 |  |  |
|                          | Guillaume Klein          | PS-PCF                   | 238   | 7,06  | 1  | 0 |  |  |
|                          |                          |                          |       |       |    |   |  |  |
| Votes valides            | Votes valides            | Votes valides            | 3 370 | 98,19 |    |   |  |  |
| Votes blancs             | Votes blancs             | Votes blancs             | 0     | 0,00  |    |   |  |  |
| Votes nuls               | Votes nuls               | Votes nuls               | 62    | 1,81  |    |   |  |  |
| Total                    | Total                    | Total                    | 3 432 | 100   | 29 | 6 |  |  |
| Abstention               | Abstention               | Abstention               | 2 776 | 44,72 |    |   |  |  |
| Inscrits / participation | Inscrits / participation | Inscrits / participation | 6 208 | 55,28 |    |   |  |  |

### Paulhan
- Maire sortant : Claude Valéro (SE)
- 27 sièges à pourvoir au conseil municipal (population légale 2017 : 3 937 habitants)
- 6 sièges à pourvoir au conseil communautaire (CC du Clermontais)

| Tête de liste            | Tête de liste            | Liste                    | Premier tour | Premier tour | Sièges | Sièges |
| Tête de liste            | Tête de liste            | Liste                    |              | %            | CM     | CC     |
| ------------------------ | ------------------------ | ------------------------ | ------------ | ------------ | ------ | ------ |
|                          | Claude Valéro,           | SE                       | 777          | 51,11        | 21     | 5      |
|                          | Aleksandra Djurovic      | SE                       | 352          | 23,15        | 3      | 1      |
|                          | Gérard Garin-Michaud     | SE                       | 286          | 18,81        | 2      | 0      |
|                          | Thierry Jam              | SE                       | 105          | 6,90         | 1      | 0      |
|                          |                          |                          |              |              |        |        |
| Votes valides            | Votes valides            | Votes valides            | 1 520        | 97,44        |        |        |
| Votes blancs             | Votes blancs             | Votes blancs             | 18           | 1,15         |        |        |
| Votes nuls               | Votes nuls               | Votes nuls               | 22           | 1,41         |        |        |
| Total                    | Total                    | Total                    | 1 560        | 100          | 27     | 6      |
| Abstentions              | Abstentions              | Abstentions              | 1 513        | 49,24        |        |        |
| Inscrits / participation | Inscrits / participation | Inscrits / participation | 3 073        | 50,76        |        |        |

### Pérols
- Maire sortant : Jean-Pierre Rico (UDI)
- 29 sièges à pourvoir au conseil municipal (population légale 2017 : 8 985 habitants)
- 2 sièges à pourvoir au conseil communautaire (Montpellier Méditerranée Métropole)

| Tête de liste            | Tête de liste            | Liste                    | Premier tour | Premier tour | Second tour | Second tour | Sièges | Sièges |
| Tête de liste            | Tête de liste            | Liste                    | Voix         | %            | Voix        | %           | CM     | CC     |
| ------------------------ | ------------------------ | ------------------------ | ------------ | ------------ | ----------- | ----------- | ------ | ------ |
|                          | Jean-Pierre Rico,        | UDI                      | 1 617        | 43,00        | 1 821       | 48,34       | 22     | 2      |
|                          | Isabelle Gianiel         | DVD                      | 1 095        | 29,12        | 1 202       | 31,90       | 4      | 0      |
|                          | Cathy Prost              | DVD                      | 838          | 22,28        | 744         | 19,75       | 3      | 0      |
|                          | Serge Waselynck          | RN                       | 210          | 5,58         |             |             | 0      | 0      |
|                          |                          |                          |              |              |             |             |        |        |
| Votes valides            | Votes valides            | Votes valides            | 3 760        | 97,61        | 3 767       | 97,84       |        |        |
| Votes blancs             | Votes blancs             | Votes blancs             | 33           | 0,86         | 44          | 1,14        |        |        |
| Votes nuls               | Votes nuls               | Votes nuls               | 59           | 1,53         | 39          | 1,01        |        |        |
| Total                    | Total                    | Total                    | 3 852        | 100          | 3 850       | 100         | 29     | 2      |
| Abstentions              | Abstentions              | Abstentions              | 3 933        | 50,52        | 3 944       | 50,60       |        |        |
| Inscrits / participation | Inscrits / participation | Inscrits / participation | 7 785        | 49,48        | 7 794       | 49,40       |        |        |

### Pézenas
- Maire sortant : Alain Vogel-Singer (DVD)
- 29 sièges à pourvoir au conseil municipal (population légale 2017 : 8 280 habitants)
- 6 sièges à pourvoir au conseil communautaire (CA Hérault Méditerranée)

| Tête de liste            | Tête de liste            | Liste                    | Premier tour | Premier tour | Second tour | Second tour | Sièges | Sièges |
| Tête de liste            | Tête de liste            | Liste                    | Voix         | %            | Voix        | %           | CM     | CC     |
| ------------------------ | ------------------------ | ------------------------ | ------------ | ------------ | ----------- | ----------- | ------ | ------ |
|                          | Armand Rivière           | DVG                      | 1 598        | 47,98        | 2 190       | 59,23       | 24     | 5      |
|                          | Alain Vogel-Singer,      | DVD                      | 986          | 29,60        | 1 273       | 34,43       | 5      | 1      |
|                          | Bruno Lerognon           | RN                       | 344          | 10,33        | 234         | 6,32        | 0      | 0      |
|                          | Philippe Alberge         | DVC                      | 310          | 9,30         |             |             | 0      | 0      |
|                          | Pierrette Varea          | DVG                      | 92           | 2,76         | 0           | 0           |        |        |
|                          |                          |                          |              |              |             |             |        |        |
| Votes valides            | Votes valides            | Votes valides            | 3 330        | 96,63        | 3 697       | 97,06       |        |        |
| Votes blancs             | Votes blancs             | Votes blancs             | 34           | 0,99         | 63          | 1,65        |        |        |
| Votes nuls               | Votes nuls               | Votes nuls               | 82           | 2,38         | 49          | 1,29        |        |        |
| Total                    | Total                    | Total                    | 3 446        | 100          | 3 809       | 100         | 29     | 6      |
| Abstention               | Abstention               | Abstention               | 2 775        | 44,61        | 2 422       | 38,87       |        |        |
| Inscrits / participation | Inscrits / participation | Inscrits / participation | 6 221        | 55,39        | 6 231       | 61,13       |        |        |

### Pignan
- Maire sortant : Michelle Cassar (SE)
- 29 sièges à pourvoir au conseil municipal (population légale 2017 : 7 019 habitants)
- 1 siège à pourvoir au conseil communautaire (Montpellier Méditerranée Métropole)

| Tête de liste            | Tête de liste            | Liste                    | Premier tour | Premier tour | Sièges | Sièges |
| Tête de liste            | Tête de liste            | Liste                    | Voix         | %            | CM     | CC     |
| ------------------------ | ------------------------ | ------------------------ | ------------ | ------------ | ------ | ------ |
|                          | Michelle Cassar,         | DVG                      | 1 671        | 56,39        | 23     | 1      |
|                          | Marc Gervais             | DVG                      | 1 292        | 43,60        | 6      | 0      |
|                          |                          |                          |              |              |        |        |
| Votes valides            | Votes valides            | Votes valides            | 2 963        | 95,92        |        |        |
| Votes blancs             | Votes blancs             | Votes blancs             | 76           | 2,46         |        |        |
| Votes nuls               | Votes nuls               | Votes nuls               | 50           | 1,62         |        |        |
| Total                    | Total                    | Total                    | 3 089        | 100          | 29     | 1      |
| Abstentions              | Abstentions              | Abstentions              | 2 918        | 48,58        |        |        |
| Inscrits / participation | Inscrits / participation | Inscrits / participation | 6 007        | 51,42        |        |        |

### Portiragnes
- Maire sortant : Gwendoline Chaudoir (LaREM)
- 23 sièges à pourvoir au conseil municipal (population légale 2017 : 3 134 habitants)
- 2 sièges à pourvoir au conseil communautaire (CA Hérault Méditerranée)

| Tête de liste            | Tête de liste            | Liste                    | Premier tour | Premier tour | Sièges | Sièges |
| Tête de liste            | Tête de liste            | Liste                    | Voix         | %            | CM     | CC     |
| ------------------------ | ------------------------ | ------------------------ | ------------ | ------------ | ------ | ------ |
|                          | Gwendoline Chaudoir,     | LREM                     | 879          | 64,34        | 19     | 2      |
|                          | Philippe Noisette        | DVD                      | 487          | 35,65        | 4      | 0      |
|                          |                          |                          |              |              |        |        |
| Votes valides            | Votes valides            | Votes valides            | 1 366        | 94,80        |        |        |
| Votes blancs             | Votes blancs             | Votes blancs             | 44           | 3,05         |        |        |
| Votes nuls               | Votes nuls               | Votes nuls               | 31           | 2,15         |        |        |
| Total                    | Total                    | Total                    | 1 441        | 100          | 23     | 2      |
| Abstention               | Abstention               | Abstention               | 1 433        | 49,86        |        |        |
| Inscrits / participation | Inscrits / participation | Inscrits / participation | 2 874        | 50,14        |        |        |

### Poussan
- Maire sortant : Jacques Adgé (DVG)
- 29 sièges à pourvoir au conseil municipal (population légale 2017 : 5 972 habitants)
- 2 sièges à pourvoir au conseil communautaire (CA Sète Agglopôle Méditerranée)

| Tête de liste            | Tête de liste            | Liste                    | Premier tour | Premier tour | Second tour | Second tour | Sièges | Sièges |
| Tête de liste            | Tête de liste            | Liste                    | Voix         | %            | Voix        | %           | CM     | CC     |
| ------------------------ | ------------------------ | ------------------------ | ------------ | ------------ | ----------- | ----------- | ------ | ------ |
|                          | Florence Sanchez,        | DVG                      | 998          | 43,22        | 1 314       | 51,46       | 22     | 2      |
|                          | André Lopez              | SE                       | 720          | 31,18        | 1 239       | 48,53       | 7      | 0      |
|                          | Fabrice Clastre          | SE                       | 591          | 25,59        | Retrait     | Retrait     | 0      | 0      |
|                          |                          |                          |              |              |             |             |        |        |
| Votes valides            | Votes valides            | Votes valides            | 2 309        | 97,55        |             |             |        |        |
| Votes blancs             | Votes blancs             | Votes blancs             | 23           | 0,97         | 30          | 1,15        |        |        |
| Votes nuls               | Votes nuls               | Votes nuls               | 35           | 1,48         | 23          | 0,88        |        |        |
| Total                    | Total                    | Total                    | 2 367        | 100          | 2 606       | 100         | 29     | 2      |
| Abstention               | Abstention               | Abstention               | 2 531        | 51,67        | 2 305       | 46,94       |        |        |
| Inscrits / participation | Inscrits / participation | Inscrits / participation | 4 898        | 48,33        | 4 911       | 53,06       |        |        |

### Prades-le-Lez
- Maire sortant : Jean-Marc Lussert (DVG)
- 29 sièges à pourvoir au conseil municipal (population légale 2017 : 5 467 habitants)
- 1 siège à pourvoir au conseil communautaire (Montpellier Méditerranée Métropole)

| Tête de liste            | Tête de liste            | Liste                    | Premier tour | Premier tour | Second tour | Second tour | Sièges | Sièges |
| Tête de liste            | Tête de liste            | Liste                    | Voix         | %            | Voix        | %           | CM     | CC     |
| ------------------------ | ------------------------ | ------------------------ | ------------ | ------------ | ----------- | ----------- | ------ | ------ |
|                          | Florence Brau            | ECO                      | 952          | 49,35        | 1 351       | 56,03       | 23     | 1      |
|                          | Jean-Marc Lussert        | DVG                      | 604          | 27,88        | 687         | 28,49       | 4      | 0      |
|                          | Élise Le Roy             | SE                       | 431          | 19,89        | 373         | 15,47       | 2      | 0      |
|                          | Isabelle Chabbert        | DVG                      | 179          | 8,26         |             |             | 0      | 0      |
|                          |                          |                          |              |              |             |             |        |        |
| Votes valides            | Votes valides            | Votes valides            | 2 166        | 96,70        | 2 411       | 97,37       |        |        |
| Votes blancs             | Votes blancs             | Votes blancs             | 37           | 1,65         | 38          | 1,53        |        |        |
| Votes nuls               | Votes nuls               | Votes nuls               | 37           | 1,65         | 27          | 1,09        |        |        |
| Total                    | Total                    | Total                    | 2 240        | 100          | 2 476       | 100         | 29     | 1      |
| Abstentions              | Abstentions              | Abstentions              | 2 163        | 49,13        | 1 940       | 43,93       |        |        |
| Inscrits / participation | Inscrits / participation | Inscrits / participation | 4 403        | 50,87        | 4 416       | 56,07       |        |        |

### Saint-André-de-Sangonis
- Maire sortant : Jean-Pierre Gabaudan (DVD)
- 29 sièges à pourvoir au conseil municipal (population légale 2017 : 5 927 habitants)
- 7 sièges à pourvoir au conseil communautaire (CC Vallée de l'Hérault)

| Tête de liste            | Tête de liste            | Liste                    | Premier tour | Premier tour | Second tour | Second tour | Sièges | Sièges |
| Tête de liste            | Tête de liste            | Liste                    | Voix         | %            | Voix        | %           | CM     | CC     |
| ------------------------ | ------------------------ | ------------------------ | ------------ | ------------ | ----------- | ----------- | ------ | ------ |
|                          | Jean-Pierre Gabaudan     | SE                       | 707          | 37,66        | 862         | 44,25       | 22     | 6      |
|                          | René Garro               | SE                       | 551          | 29,35        | 734         | 37,67       | 5      | 1      |
|                          | Alexandre Monaco         | SE                       | 266          | 14,17        | 352         | 18,06       | 2      | 0      |
|                          | Pascal Matelet           | SE                       | 235          | 12,51        | Retrait     | Retrait     | 0      | 0      |
|                          | Daniel Azema             | SE                       | 118          | 6,28         |             |             | 0      | 0      |
|                          |                          |                          |              |              |             |             |        |        |
| Votes valides            | Votes valides            | Votes valides            | 1 877        | 95,33        | 1 948       | 96,01       |        |        |
| Votes blancs             | Votes blancs             | Votes blancs             | 36           | 1,83         | 42          | 2,07        |        |        |
| Votes nuls               | Votes nuls               | Votes nuls               | 56           | 2,84         | 39          | 1,92        |        |        |
| Total                    | Total                    | Total                    | 1 969        | 100          | 2 029       | 100         | 29     | 7      |
| Abstentions              | Abstentions              | Abstentions              | 2 257        | 53,41        | 2 202       | 52,04       |        |        |
| Inscrits / participation | Inscrits / participation | Inscrits / participation | 4 226        | 46,59        | 4 231       | 47,96       |        |        |

### Saint-Aunès
- Maire sortant : Alain Hugues (LR)
- 23 sièges à pourvoir au conseil municipal (population légale 2017 : 3 439 habitants)
- 4 sièges à pourvoir au conseil communautaire (CA du Pays de l'Or)

| Tête de liste            | Tête de liste            | Liste                    | Premier tour | Premier tour | Sièges | Sièges |
| Tête de liste            | Tête de liste            | Liste                    | Voix         | %            | CM     | CC     |
| ------------------------ | ------------------------ | ------------------------ | ------------ | ------------ | ------ | ------ |
|                          | Alain Hugues             | SE                       | 686          | 100,00       | 23     | 4      |
|                          |                          |                          |              |              |        |        |
| Votes valides            | Votes valides            | Votes valides            | 686          | 82,85        |        |        |
| Votes blancs             | Votes blancs             | Votes blancs             | 61           | 7,37         |        |        |
| Votes nuls               | Votes nuls               | Votes nuls               | 81           | 9,78         |        |        |
| Total                    | Total                    | Total                    | 828          | 100          | 23     | 4      |
| Abstentions              | Abstentions              | Abstentions              | 2 020        | 70,93        |        |        |
| Inscrits / participation | Inscrits / participation | Inscrits / participation | 2 848        | 29,07        |        |        |

### Saint-Clément-de-Rivière
- Maire sortant : Laurence Cristol (LR)
- 27 sièges à pourvoir au conseil municipal (population légale 2017 : 4 877 habitants)
- 5 sièges à pourvoir au conseil communautaire (CC du Grand Pic Saint-Loup)

| Tête de liste            | Tête de liste            | Liste                    | Premier tour | Premier tour | Sièges | Sièges |
| Tête de liste            | Tête de liste            | Liste                    | Voix         | %            | CM     | CC     |
| ------------------------ | ------------------------ | ------------------------ | ------------ | ------------ | ------ | ------ |
|                          | Laurence Cristol         | DVD                      | 1 128        | 66,54        | 23     | 4      |
|                          | Christine Rachet Maka    | DVD                      | 567          | 33,45        | 4      | 1      |
|                          |                          |                          |              |              |        |        |
| Votes valides            | Votes valides            | Votes valides            | 1 695        | 96,97        |        |        |
| Votes blancs             | Votes blancs             | Votes blancs             | 28           | 1,60         |        |        |
| Votes nuls               | Votes nuls               | Votes nuls               | 25           | 1,43         |        |        |
| Total                    | Total                    | Total                    | 1 748        | 100          | 27     | 5      |
| Abstentions              | Abstentions              | Abstentions              | 1 826        | 51,09        |        |        |
| Inscrits / participation | Inscrits / participation | Inscrits / participation | 3 574        | 48,91        |        |        |

### Saint-Gély-du-Fesc
- Maire sortant : Michèle Lernout (LR)
- 29 sièges à pourvoir au conseil municipal (population légale 2017 : 9 795 habitants)
- 11 sièges à pourvoir au conseil communautaire (CC du Grand Pic Saint-Loup)

| Tête de liste            | Tête de liste            | Liste                    | Premier tour | Premier tour | Sièges | Sièges |
| Tête de liste            | Tête de liste            | Liste                    | Voix         | %            | CM     | CC     |
| ------------------------ | ------------------------ | ------------------------ | ------------ | ------------ | ------ | ------ |
|                          | Michèle Lernout          | DVD                      | 2 685        | 61,41        | 24     | 10     |
|                          | Guillaume Fabre          | DVD                      | 1 037        | 23,71        | 3      | 1      |
|                          | Jean-Louis Fellous       | DVG                      | 650          | 14,86        | 2      | 0      |
|                          |                          |                          |              |              |        |        |
| Votes valides            | Votes valides            | Votes valides            | 4 372        | 98,09        |        |        |
| Votes blancs             | Votes blancs             | Votes blancs             | 32           | 0,72         |        |        |
| Votes nuls               | Votes nuls               | Votes nuls               | 53           | 1,59         |        |        |
| Total                    | Total                    | Total                    | 4 457        | 100          | 29     | 11     |
| Abstentions              | Abstentions              | Abstentions              | 4 025        | 47,45        |        |        |
| Inscrits / participation | Inscrits / participation | Inscrits / participation | 8 482        | 52,55        |        |        |

### Saint-Georges-d'Orques
- Maire sortant : Jean-François Audrin (LR)
- 29 sièges à pourvoir au conseil municipal (population légale 2017 : 5 397 habitants)
- 1 siège à pourvoir au conseil communautaire (Montpellier Méditerranée Métropole)

| Tête de liste            | Tête de liste            | Liste                    | Premier tour | Premier tour | Sièges | Sièges |
| Tête de liste            | Tête de liste            | Liste                    | Voix         | %            | CM     | CC     |
| ------------------------ | ------------------------ | ------------------------ | ------------ | ------------ | ------ | ------ |
|                          | Jean-François Audrin     | DVD                      | 1 283        | 62,76        | 24     | 1      |
|                          | Frédéric Archo           | DVG                      | 761          | 37,23        | 5      | 0      |
|                          |                          |                          |              |              |        |        |
| Votes valides            | Votes valides            | Votes valides            | 2 044        | 96,60        |        |        |
| Votes blancs             | Votes blancs             | Votes blancs             | 45           | 2,13         |        |        |
| Votes nuls               | Votes nuls               | Votes nuls               | 27           | 1,28         |        |        |
| Total                    | Total                    | Total                    | 2 116        | 100          | 29     | 1      |
| Abstention               | Abstention               | Abstention               | 2 358        | 52,70        |        |        |
| Inscrits / participation | Inscrits / participation | Inscrits / participation | 4 474        | 47,30        |        |        |

### Saint-Jean-de-Védas
- Maire sortant : Isabelle Guiraud (DVD)
- 33 sièges à pourvoir au conseil municipal (population légale 2017 : 10 008 habitants)
- 2 sièges à pourvoir au conseil communautaire (Montpellier Méditerranée Métropole)

| Tête de liste            | Tête de liste            | Liste                    | Premier tour | Premier tour | Second tour | Second tour | Sièges | Sièges |
| Tête de liste            | Tête de liste            | Liste                    | Voix         | %            | Voix        | %           | CM     | CC     |
| ------------------------ | ------------------------ | ------------------------ | ------------ | ------------ | ----------- | ----------- | ------ | ------ |
|                          | François Rio             | DVG                      | 1 384        | 38,08        | 1 971       | 45,09       | 25     | 2      |
|                          | Isabelle Guiraud,        | DVC -LREM-Agir,          | 1 420        | 39,07        | 1 879       | 42,98       | 7      | 0      |
|                          | Gérard Théol             | RN                       | 455          | 12,52        | 340         | 7,77        | 1      | 0      |
|                          | Eric Chavroche           | LR-UDI                   | 375          | 10,31        | 181         | 4,14        | 0      | 0      |
|                          |                          |                          |              |              |             |             |        |        |
| Votes valides            | Votes valides            | Votes valides            | 3 634        | 44,28        | 4 371       | 51,21       |        |        |
| Votes blancs             | Votes blancs             | Votes blancs             | 75           | 0,88         | 52          | 0,61        |        |        |
| Votes nuls               | Votes nuls               | Votes nuls               | 70           | 0,82         | 39          | 0,46        |        |        |
| Total                    | Total                    | Total                    | 3 779        | 100          | 4 462       | 100         | 33     | 2      |
| Abstention               | Abstention               | Abstention               | 4 755        | 55,72        | 4 074       | 47,73       |        |        |
| Inscrits / participation | Inscrits / participation | Inscrits / participation | 8 534        | 44,28        | 8 536       | 52,27       |        |        |

### Saint-Just
- Maire sortant : Hervé Dieulefes (PS)

|                          | Hervé Dieulefes          | SE                       | 825   | 100,00 | 23 | 3 |  |  |
|                          |                          |                          |       |        |    |   |  |  |
| Votes valides            | Votes valides            | Votes valides            | 825   | 89,58  |    |   |  |  |
| Votes blancs             | Votes blancs             | Votes blancs             | 29    | 3,15   |    |   |  |  |
| Votes nuls               | Votes nuls               | Votes nuls               | 67    | 7,27   |    |   |  |  |
| Total                    | Total                    | Total                    | 921   | 100    | 23 | 3 |  |  |
| Abstentions              | Abstentions              | Abstentions              | 1 554 | 62,79  |    |   |  |  |
| Inscrits / participation | Inscrits / participation | Inscrits / participation | 2 475 | 37,21  |    |   |  |  |

### Saint-Mathieu-de-Tréviers
- Maire sortant : Jérôme Lopez (PS)
- 27 sièges à pourvoir au conseil municipal (population légale 2017 : 4 790 habitants)
- 5 sièges à pourvoir au conseil communautaire (CC du Grand Pic Saint-Loup)

| Tête de liste            | Tête de liste            | Liste                    | Premier tour | Premier tour | Second tour | Second tour | Sièges | Sièges |
| Tête de liste            | Tête de liste            | Liste                    | Voix         | %            | Voix        | %           | CM     | CC     |
| ------------------------ | ------------------------ | ------------------------ | ------------ | ------------ | ----------- | ----------- | ------ | ------ |
|                          | Jérôme Lopez             | PS                       | 1 036        | 47,80        | 1 316       | 54,44       | 21     | 4      |
|                          | Lionel Trocellier        | SE                       | 931          | 42,96        | 1 101       | 45,55       | 6      | 1      |
|                          | Julie Dobriansky         | DVG                      | 200          | 9,22         |             |             | 0      | 0      |
|                          |                          |                          |              |              |             |             |        |        |
| Votes valides            | Votes valides            | Votes valides            | 2 167        | 97,09        | 2 417       | 96,72       |        |        |
| Votes blancs             | Votes blancs             | Votes blancs             | 16           | 0,72         | 43          | 1,72        |        |        |
| Votes nuls               | Votes nuls               | Votes nuls               | 49           | 2,20         | 39          | 1,56        |        |        |
| Total                    | Total                    | Total                    | 2 232        | 100          | 2 499       | 100         | 27     | 5      |
| Abstentions              | Abstentions              | Abstentions              | 1 645        | 42,43        | 1 398       | 35,87       |        |        |
| Inscrits / participation | Inscrits / participation | Inscrits / participation | 3 877        | 57,57        | 3 897       | 64,13       |        |        |

### Sauvian
- Maire sortant : Bernard Auriol (DVD)
- 29 sièges à pourvoir au conseil municipal (population légale 2017 : 5 353 habitants)
- 3 sièges à pourvoir au conseil communautaire (CA Béziers Méditerranée)

| Tête de liste            | Tête de liste            | Liste                    | Premier tour | Premier tour | Sièges | Sièges |
| Tête de liste            | Tête de liste            | Liste                    | Voix         | %            | CM     | CC     |
| ------------------------ | ------------------------ | ------------------------ | ------------ | ------------ | ------ | ------ |
|                          | Bernard Auriol,          | DVD                      | 1 991        | 81,66        | 27     | 3      |
|                          | Jacques Nain             | DVD                      | 447          | 18,33        | 2      | 0      |
|                          |                          |                          |              |              |        |        |
| Votes valides            | Votes valides            | Votes valides            | 2 438        | 97,36        |        |        |
| Votes blancs             | Votes blancs             | Votes blancs             | 36           | 1,44         |        |        |
| Votes nuls               | Votes nuls               | Votes nuls               | 30           | 1,20         |        |        |
| Total                    | Total                    | Total                    | 2 504        | 100          | 29     | 3      |
| Abstentions              | Abstentions              | Abstentions              | 1 554        | 38,29        |        |        |
| Inscrits / participation | Inscrits / participation | Inscrits / participation | 4 058        | 61,71        |        |        |

### Sérignan
- Maire sortant : Frédéric Lacas (DVD)
- 29 sièges à pourvoir au conseil municipal (population légale 2017 : 6 956 habitants)
- 4 sièges à pourvoir au conseil communautaire (CA Béziers Méditerranée)

| Tête de liste  | Tête de liste    | Liste          | Premier tour | Premier tour | Sièges | Sièges |
| Tête de liste  | Tête de liste    | Liste          | Voix         | %            | CM     | CC     |
| -------------- | ---------------- | -------------- | ------------ | ------------ | ------ | ------ |
|                | Frédéric Lacas,  | DVD            | 2 416        | 71,90        | 25     | 4      |
|                | David Santacreu  | DVD            | 482          | 14,35        | 2      | 0      |
|                | Yannick Benezech | DVD            | 462          | 13,75        | 2      | 0      |
|                |                  |                |              |              |        |        |
| Inscrits       | Inscrits         | Inscrits       | 6 294        | 100,00       |        |        |
| Abstentions    | Abstentions      | Abstentions    | 2 855        | 45,36        |        |        |
| Votants        | Votants          | Votants        | 3 439        | 54,64        |        |        |
| Blancs et nuls | Blancs et nuls   | Blancs et nuls | 79           | 2,30         |        |        |
| Exprimés       | Exprimés         | Exprimés       | 3 360        | 97,70        |        |        |

### Servian
- Maire sortant : Christophe Thomas (DVD)
- 27 sièges à pourvoir au conseil municipal (population légale 2017 : 4 937 habitants)
- 3 sièges à pourvoir au conseil communautaire (CA Béziers Méditerranée)

| Tête de liste  | Tête de liste          | Liste          | Premier tour | Premier tour | Sièges | Sièges |
| Tête de liste  | Tête de liste          | Liste          | Voix         | %            | CM     | CC     |
| -------------- | ---------------------- | -------------- | ------------ | ------------ | ------ | ------ |
|                | Christophe Thomas      | DVD            | 946          | 60,95        | 22     | 3      |
|                | Isabelle Buffet-Pichon | DVC            | 376          | 24,23        | 3      | 0      |
|                | Danielle Schüwy        | UDI            | 230          | 14,82        | 2      | 0      |
|                |                        |                |              |              |        |        |
| Inscrits       | Inscrits               | Inscrits       | 3 761        | 100,00       |        |        |
| Abstentions    | Abstentions            | Abstentions    | 2 132        | 56,69        |        |        |
| Votants        | Votants                | Votants        | 1 629        | 43,31        |        |        |
| Blancs et nuls | Blancs et nuls         | Blancs et nuls | 77           | 4,72         |        |        |
| Exprimés       | Exprimés               | Exprimés       | 1 552        | 95,27        |        |        |

### Sète
- Maire sortant : François Commeinhes (DVD)
- 43 sièges à pourvoir au conseil municipal (population légale 2017 : 43 229 habitants)
- 19 sièges à pourvoir au conseil communautaire (CA Sète Agglopôle Méditerranée)

| Tête de liste            | Tête de liste            | Liste                    | Premier tour | Premier tour | Second tour | Second tour | Sièges | Sièges |
| Tête de liste            | Tête de liste            | Liste                    | Voix         | %            | Voix        | %           | CM     | CC     |
| ------------------------ | ------------------------ | ------------------------ | ------------ | ------------ | ----------- | ----------- | ------ | ------ |
|                          | François Commeinhes      | DVD-LR-LREM              | 5 364        | 34,85        | 8 033       | 47,09       | 32     | 14     |
|                          | Véronique Calueba        | PCF-LFI-EÉLV-PA-PP-DVG   | 2 961        | 19,24        | 7 011       | 41,10       | 9      | 4      |
|                          | Sébastien Denaja         | PS-LRDG-GE               | 2 718        | 17,66        | 7 011       | 41,10       | 9      | 4      |
|                          | Sébastien Pacull         | DVD-RN-DLF-LR diss.      | 2 213        | 14,38        | 2 013       | 11,80       | 2      | 1      |
|                          | Rudy Llanos              | DVD-UDI                  | 1 779        | 11,56        | 2 013       | 11,80       | 2      | 1      |
|                          | William Nicolas          | LREM diss.               | 260          | 1,68         |             |             | 0      | 0      |
|                          | Daniel Pilaudeau         | LO                       | 93           | 0,60         | 0           | 0           |        |        |
|                          |                          |                          |              |              |             |             |        |        |
| Votes valides            | Votes valides            | Votes valides            | 15 388       | 97,05        | 17 057      | 97,20       |        |        |
| Votes blancs             | Votes blancs             | Votes blancs             | 140          | 0,88         | 217         | 1,24        |        |        |
| Votes nuls               | Votes nuls               | Votes nuls               | 328          | 2,07         | 275         | 1,57        |        |        |
| Total                    | Total                    | Total                    | 15 856       | 100          | 17 549      | 100         | 43     | 19     |
| Abstention               | Abstention               | Abstention               | 17 315       | 52,20        | 15 583      | 47,03       |        |        |
| Inscrits / participation | Inscrits / participation | Inscrits / participation | 33 171       | 47,80        | 33 132      | 52,97       |        |        |

### Teyran
- Maire sortant : Éric Bascou (SE)
- 27 sièges à pourvoir au conseil municipal (population légale 2017 : 4 586 habitants)
- 5 sièges à pourvoir au conseil communautaire (CC du Grand Pic Saint-Loup)

| Tête de liste            | Tête de liste            | Liste                    | Premier tour | Premier tour | Sièges | Sièges |
| Tête de liste            | Tête de liste            | Liste                    | Voix         | %            | CM     | CC     |
| ------------------------ | ------------------------ | ------------------------ | ------------ | ------------ | ------ | ------ |
|                          | Éric Bascou,             | SE                       | 1 737        | 82,95        | 25     | 5      |
|                          | Béatrice Montel          | SE                       | 357          | 17,04        | 2      | 0      |
|                          |                          |                          |              |              |        |        |
| Votes valides            | Votes valides            | Votes valides            | 2 094        | 96,85        |        |        |
| Votes blancs             | Votes blancs             | Votes blancs             | 22           | 1,02         |        |        |
| Votes nuls               | Votes nuls               | Votes nuls               | 46           | 2,13         |        |        |
| Total                    | Total                    | Total                    | 2 162        | 100          | 27     | 5      |
| Abstentions              | Abstentions              | Abstentions              | 2 030        | 48,43        |        |        |
| Inscrits / participation | Inscrits / participation | Inscrits / participation | 4 192        | 51,57        |        |        |

### Valras-Plage
- Maire sortant : Daniel Ballester (DVD)
- 27 sièges à pourvoir au conseil municipal (population légale 2017 : 4 207 habitants)
- 2 sièges à pourvoir au conseil communautaire (CA Béziers Méditerranée)

| Tête de liste            | Tête de liste            | Liste                    | Premier tour | Premier tour | Sièges | Sièges |
| Tête de liste            | Tête de liste            | Liste                    | Voix         | %            | CM     | CC     |
| ------------------------ | ------------------------ | ------------------------ | ------------ | ------------ | ------ | ------ |
|                          | Daniel Ballester,        | DVD                      | 1 419        | 67,28        | 23     | 2      |
|                          | Jacques Prax             | DVD                      | 690          | 32,71        | 4      | 0      |
|                          |                          |                          |              |              |        |        |
| Votes valides            | Votes valides            | Votes valides            | 2 109        | 97,05        |        |        |
| Votes blancs             | Votes blancs             | Votes blancs             | 64           | 2,95         |        |        |
| Votes nuls               | Votes nuls               | Votes nuls               | 0            | 0,00         |        |        |
| Total                    | Total                    | Total                    | 2 173        | 100          | 27     | 2      |
| Abstention               | Abstention               | Abstention               | 1 771        | 44,90        |        |        |
| Inscrits / participation | Inscrits / participation | Inscrits / participation | 3 944        | 55,10        |        |        |

### Vendargues
- Maire sortant : Pierre Dudieuzère (LR)
- 29 sièges à pourvoir au conseil municipal (population légale 2017 : 6 232 habitants)
- 1 siège à pourvoir au conseil communautaire (Montpellier Méditerranée Métropole)

| Tête de liste            | Tête de liste            | Liste                    | Premier tour | Premier tour | Sièges | Sièges |
| Tête de liste            | Tête de liste            | Liste                    | Voix         | %            | CM     | CC     |
| ------------------------ | ------------------------ | ------------------------ | ------------ | ------------ | ------ | ------ |
|                          | Guy Lauret               | DVD                      | 1 463        | 51,35        | 23     | 1      |
|                          | Frédéric Sarrouy         | DVG                      | 1 061        | 37,24        | 5      | 0      |
|                          | Lionel Espérou           | DVD                      | 325          | 11,40        | 1      | 0      |
|                          |                          |                          |              |              |        |        |
| Votes valides            | Votes valides            | Votes valides            | 2 849        | 98,04        |        |        |
| Votes blancs             | Votes blancs             | Votes blancs             | 36           | 1,24         |        |        |
| Votes nuls               | Votes nuls               | Votes nuls               | 21           | 0,72         |        |        |
| Total                    | Total                    | Total                    | 2 906        | 100          | 29     | 1      |
| Abstention               | Abstention               | Abstention               | 2 556        | 46,80        |        |        |
| Inscrits / participation | Inscrits / participation | Inscrits / participation | 5 462        | 53,20        |        |        |

### Vias
- Maire sortant : Jordan Dartier (LR)
- 29 sièges à pourvoir au conseil municipal (population légale 2017 : 5 719 habitants)
- 5 sièges à pourvoir au conseil communautaire (CA Hérault Méditerranée)

| Tête de liste            | Tête de liste            | Liste                    | Premier tour | Premier tour | Sièges | Sièges |
| Tête de liste            | Tête de liste            | Liste                    | Voix         | %            | CM     | CC     |
| ------------------------ | ------------------------ | ------------------------ | ------------ | ------------ | ------ | ------ |
|                          | Jordan Dartier,          | DVD                      | 1539         | 52,38        | 23     | 4      |
|                          | Olivier Cabassut         | ECO                      | 877          | 29,85        | 4      | 1      |
|                          | Élisabeth Cerneau        | DVG                      | 522          | 17,76        | 2      | 0      |
|                          |                          |                          |              |              |        |        |
| Votes valides            | Votes valides            | Votes valides            | 2 938        | 97,32        |        |        |
| Votes blancs             | Votes blancs             | Votes blancs             | 27           | 0,89         |        |        |
| Votes nuls               | Votes nuls               | Votes nuls               | 54           | 1,79         |        |        |
| Total                    | Total                    | Total                    | 3 019        | 100          | 29     | 5      |
| Abstention               | Abstention               | Abstention               | 1 643        | 35,24        |        |        |
| Inscrits / participation | Inscrits / participation | Inscrits / participation | 4 662        | 64,76        |        |        |

### Vic-la-Gardiole
- Maire sortant : Magali Ferrier (SE)
- 23 sièges à pourvoir au conseil municipal (population légale 2017 : 3 261 habitants)
- 1 siège à pourvoir au conseil communautaire (CA Sète Agglopôle Méditerranée)

| Tête de liste            | Tête de liste            | Liste                    | Premier tour | Premier tour | Sièges | Sièges |
| Tête de liste            | Tête de liste            | Liste                    | Voix         | %            | CM     | CC     |
| ------------------------ | ------------------------ | ------------------------ | ------------ | ------------ | ------ | ------ |
|                          | Magali Ferrier           | SE                       | 857          | 100          | 23     | 1      |
|                          |                          |                          |              |              |        |        |
| Votes valides            | Votes valides            | Votes valides            | 857          | 84,94        |        |        |
| Votes blancs             | Votes blancs             | Votes blancs             | 57           | 5,65         |        |        |
| Votes nuls               | Votes nuls               | Votes nuls               | 95           | 9,42         |        |        |
| Total                    | Total                    | Total                    | 1 009        | 100          | 23     | 1      |
| Abstention               | Abstention               | Abstention               | 1 574        | 60,94        |        |        |
| Inscrits / participation | Inscrits / participation | Inscrits / participation | 2 583        | 39,06        |        |        |

### Villeneuve-lès-Béziers
- Maire sortant : Jean-Paul Galonnier (SE)
- 27 sièges à pourvoir au conseil municipal (population légale 2017 : 4 207 habitants)
- 3 sièges à pourvoir au conseil communautaire (CA Béziers Méditerranée)

| Tête de liste            | Tête de liste            | Liste                    | Premier tour | Premier tour | Second tour | Second tour | Sièges | Sièges |
| Tête de liste            | Tête de liste            | Liste                    | Voix         | %            | Voix        | %           | CM     | CC     |
| ------------------------ | ------------------------ | ------------------------ | ------------ | ------------ | ----------- | ----------- | ------ | ------ |
|                          | Fabrice Solans           | ECO                      | 645          | 38,14        | 933         | 52,53       | 21     | 3      |
|                          | Delphine Ferreres Valat  | UDI                      | 308          | 18,21        | 437         | 24,6        | 3      | 0      |
|                          | Jean-Pierre Marc         | DVD                      | 271          | 16,02        | 406         | 22,86       | 3      | 0      |
|                          | Jean-Paul Galonnier      | SE                       | 279          | 16,49        | 406         | 22,86       | 3      | 0      |
|                          | Ariane Soto-Descals      | DVD                      | 188          | 11,11        | Retrait     | Retrait     | 0      | 0      |
|                          |                          |                          |              |              |             |             |        |        |
| Votes valides            | Votes valides            | Votes valides            | 1 691        | 96,79        | 1 776       | 96,89       |        |        |
| Votes blancs             | Votes blancs             | Votes blancs             | 56           | 3,21         | 57          | 3,11        |        |        |
| Votes nuls               | Votes nuls               | Votes nuls               | 0            | 0,00         | 0           | 0,00        |        |        |
| Total                    | Total                    | Total                    | 1 747        | 100          | 1 833       | 100         | 27     | 3      |
| Abstention               | Abstention               | Abstention               | 1 366        | 43,88        | 1 288       | 41,27       |        |        |
| Inscrits / participation | Inscrits / participation | Inscrits / participation | 3 113        | 56,12        | 3 121       | 58,73       |        |        |

### Villeneuve-lès-Maguelone
- Maire sortant : Noël Segura (DVG)
- 33 sièges à pourvoir au conseil municipal (population légale 2017 : 10 012 habitants)
- 2 sièges à pourvoir au conseil communautaire (Montpellier Méditerranée Métropole)

| Tête de liste            | Tête de liste            | Liste                    | Premier tour | Premier tour | Second tour | Second tour | Sièges | Sièges |
| Tête de liste            | Tête de liste            | Liste                    | Voix         | %            | Voix        | %           | CM     | CC     |
| ------------------------ | ------------------------ | ------------------------ | ------------ | ------------ | ----------- | ----------- | ------ | ------ |
|                          | Véronique Negret         | DVG                      | 1 222        | 31,88        | 2 203       | 51,06       | 25     | 2      |
|                          | Christophe Derouch       | SE                       | 1 023        | 26,68        | 2 203       | 51,06       | 25     | 2      |
|                          | Noël Segura              | DVG                      | 1 588        | 41,42        | 2 111       | 48,93       | 8      | 0      |
|                          |                          |                          |              |              |             |             |        |        |
| Votes valides            | Votes valides            | Votes valides            | 3 833        | 97,04        | 4 314       | 96,42       |        |        |
| Votes blancs             | Votes blancs             | Votes blancs             | 66           | 1,67         | 95          | 2,12        |        |        |
| Votes nuls               | Votes nuls               | Votes nuls               | 51           | 1,29         | 65          | 1,45        |        |        |
| Total                    | Total                    | Total                    | 3 950        | 100          | 4 474       | 100         | 33     | 2      |
| Abstentions              | Abstentions              | Abstentions              | 3 249        | 45,13        | 2 737       | 37,96       |        |        |
| Inscrits / participation | Inscrits / participation | Inscrits / participation | 7 199        | 54,87        | 7 211       | 62,04       |        |        |

### Villeveyrac
- Maire sortant : Christophe Morgo (DVG)
- 27 sièges à pourvoir au conseil municipal (population légale 2017 : 3 795 habitants)
- 1 siège à pourvoir au conseil communautaire (CA Sète Agglopôle Méditerranée)

| Tête de liste            | Tête de liste            | Liste                    | Premier tour | Premier tour | Sièges | Sièges |
| Tête de liste            | Tête de liste            | Liste                    | Voix         | %            | CM     | CC     |
| ------------------------ | ------------------------ | ------------------------ | ------------ | ------------ | ------ | ------ |
|                          | Michel Garcia            | DVG                      | 1 394        | 80,67        | 25     | 1      |
|                          | Bernard Francis Betti    | SE                       | 334          | 19,32        | 2      | 0      |
|                          |                          |                          |              |              |        |        |
| Votes valides            | Votes valides            | Votes valides            | 1 728        | 97,52        |        |        |
| Votes blancs             | Votes blancs             | Votes blancs             | 26           | 1,47         |        |        |
| Votes nuls               | Votes nuls               | Votes nuls               | 18           | 1,02         |        |        |
| Total                    | Total                    | Total                    | 1 772        | 100          | 27     | 1      |
| Abstention               | Abstention               | Abstention               | 1 132        | 38,98        |        |        |
| Inscrits / participation | Inscrits / participation | Inscrits / participation | 2 904        | 61,02        |        |        |